# Forum international Bois Construction
Le Forum international Bois Construction est un événement annuel qui rassemble depuis 2009 les professionnels de la construction en bois en France.

## Histoire
L'objectif du Forum International Bois Construction est de réunir les acteurs de la construction en bois (maîtres d’ouvrages, promoteurs, urbanistes, élus, architectes, économistes, ingénieurs, bureaux d’études bois, constructeurs, chercheurs et  fournisseurs). Il est le pendant du lnternationales Holzbau Forum de Garmisch-Partenkirchen, créé en 1995 avec une première édition à Würzburg en Allemagne,.
La manifestation est généralement organisée sur trois jours et les conférenciers se succèdent dans le cadre d'ateliers thématiques avec des présentations allant de 15 à 45 minutes. Les projets sélectionnés sont souvent innovants d'un point de vue technique, réglementaire, environnemental, sociétal et politique,. Le forum permet de partager les bonnes pratiques, de faire évoluer plus rapidement les techniques et d'accélérer les développements et les innovations.
La première édition a lieu au Palais des congrès de Beaune en 2009 avec environ 500 participants, l'édition de 2019 dépassant les 1 600 inscriptions,. En 2013, Nicole Valkyser en prend la direction,. Le programme Réinventer Paris, lancé par la capitale en 2014, s'appuie sur le forum pour développer ses projets de constructions en bois,,
En 2017, un manifeste bois de plus 10 000 signatures est présenté lors du forum et envoyé aux candidats à l'élection présidentielle, l'objectif étant de soutenir l'ensemble de la filière bois et soutenir la construction en bois pour des raisons économiques, environnementales et sociétales[réf. à confirmer].
L'édition de 2020 est reportée à cause de la crise sanitaire mondiale. Elle a lieu en juillet 2021 à Paris au Grand Palais éphémère, bâtiment provisoire et réalisé en bois par Jean-Michel Wilmotte,,. Les États généraux du bois et de la forêt, qui devaient avoir lieu pendant le forum, sont reportés en avril 2021 et se déroulent en ligne en partenariat avec le journal Le Monde, l'ONF, Fibois Ile-de-France et l’interprofession de la forêt et du bois.

## Thématiques
Le contenu de la manifestation s'adapte à l'actualité du domaine en France et en Europe,.
La première journée est souvent consacrée à des visites de chantiers emblématiques dans le périmètre géographique proche du lieu du forum,.
Lors de chaque édition, un totem en bois est dressé sur une place de la ville accueillant l'événement,. Il est généralement conçu par des architectes locaux et construits par des compagnons du Devoir,,.

### Prix
Le Prix national de la construction bois, qui récompense des ouvrages réalisés en bois, est décerné au forum depuis 2012,,.
Le Prix international d'architecture bois, décerné par six revues spécialisées dans l'architecture en bois, est mis en place à l'occasion de la 8e édition du forum à Dijon en 2018,.

## Éditions
- 2011 à 2013 : à Beaune[34],[35],[36].
- 2014 : Besançon, avec un hommage à Roland Schweitzer[37]
- 2015: Épinal et Nancy, avec Shigeru Ban comme invité d'honneur[38],[39]
- 2016 : Lyon[40]
- 2017 : Épinal et Nancy[41]
- 2018 : Dijon, avec un hommage rendu à Julius Natterer[42]
- 2019 : Épinal et Nancy[43].
- 2020 : annulé à cause de la pandémie de Covid-19[44]
- 2021 : Paris, Grand Palais éphémère (10e édition)

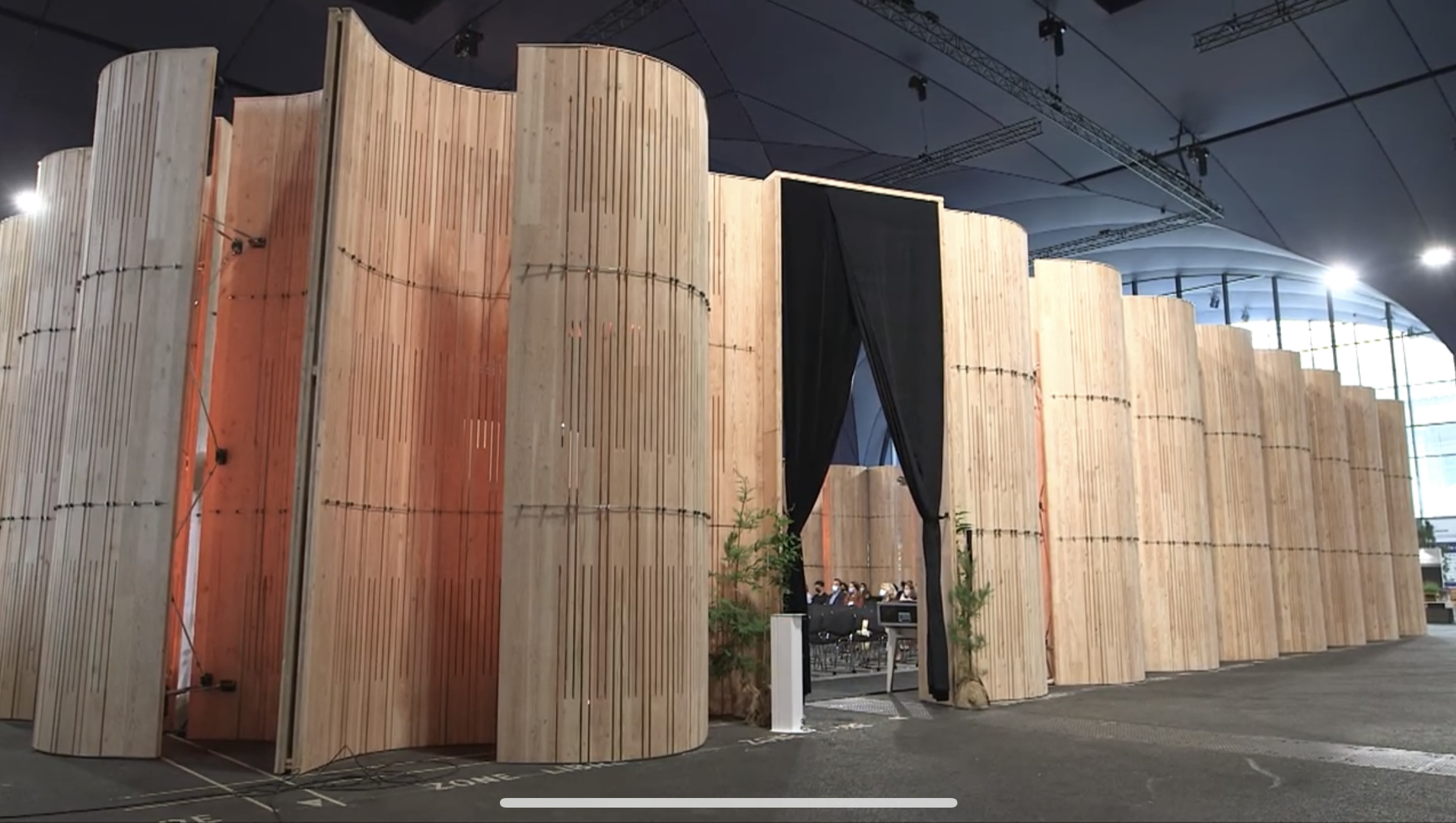
Auditorium éphémère en CLT cintré conçu pour l'édition 2021 - conception ArtBuild - construction CBS-Lifteam

La conférence de presse du 1er juin 2021, qui annonce l'événement des 15, 16 et 17 juillet 2021, se déroule au sein du Grand Palais éphémère à Paris, lui-même symbole de durabilité et de réversibilité,. Un auditorium éphémère, conçu par l'architecte Steven Ware (en) de ArtBuild, est mis en place. En plus d'être en bois douglas français et d'être démontable, il est construit avec un matériau innovant, en CLT cintré,,. La structure obtient la première certification Bois de France,. L'édition est marquée par des études qui annoncent une croissance de 4 à 17 % des constructions en bois en Région Ile-de-France entre 2020 et 2030. Les géants français du béton comme Bouygues, Vinci et Eiffage, qui manifestent un intérêt à la filière du bois pour la construction, participent au forum. Une journée est destinée au grand public. Une scénographie dévoile les maquettes de la restauration de la flèche de Notre-Dame de Paris réalisées par les compagnons du devoir mais aussi les divers usages du bois dans la vie de tous les jours, ainsi que le réemploi des matériaux avec les anciennes portes de l'hôpital Saint-Vincent-de-Paul de Paris qui deviennent des tables de présentations,. Une analyse de cycle de vie est également mise en place pendant cet événement et chaque congressiste finance la plantation d'un arbre sur une parcelle financée par le forum. Dominique Gauzin-Müller est la marraine du Prix national 2021 de la construction bois, tandis que le Prix international d'architecture bois 2021 met en compétition de nombreux projets issus des régions françaises. Julien Denormandie et Emmanuelle Wargon, respectivement ministres de l'Agriculture et du Logement, y présentent les enjeux de la filière,,. La ministre déléguée au Logement, Emmanuelle Wargon, y lance un appel à projets pour « l'industrialisation de produits et systèmes constructifs bois et autres biosourcés »,.

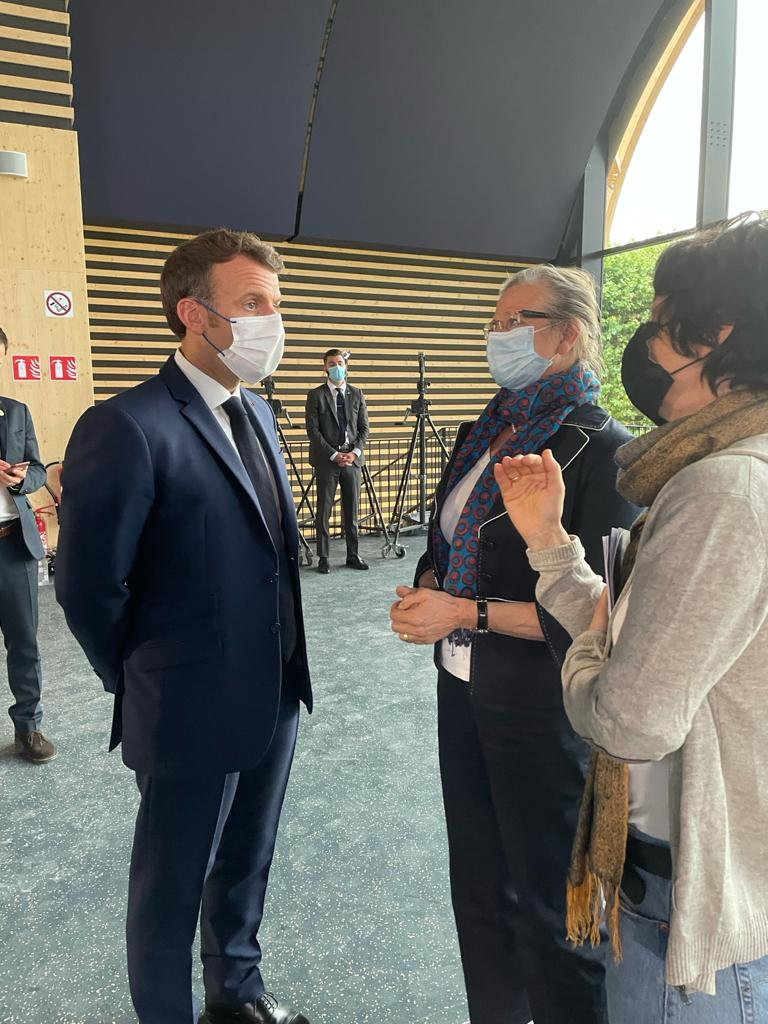
Le Président Emmanuel Macron au Forum International Bois Construction 2021
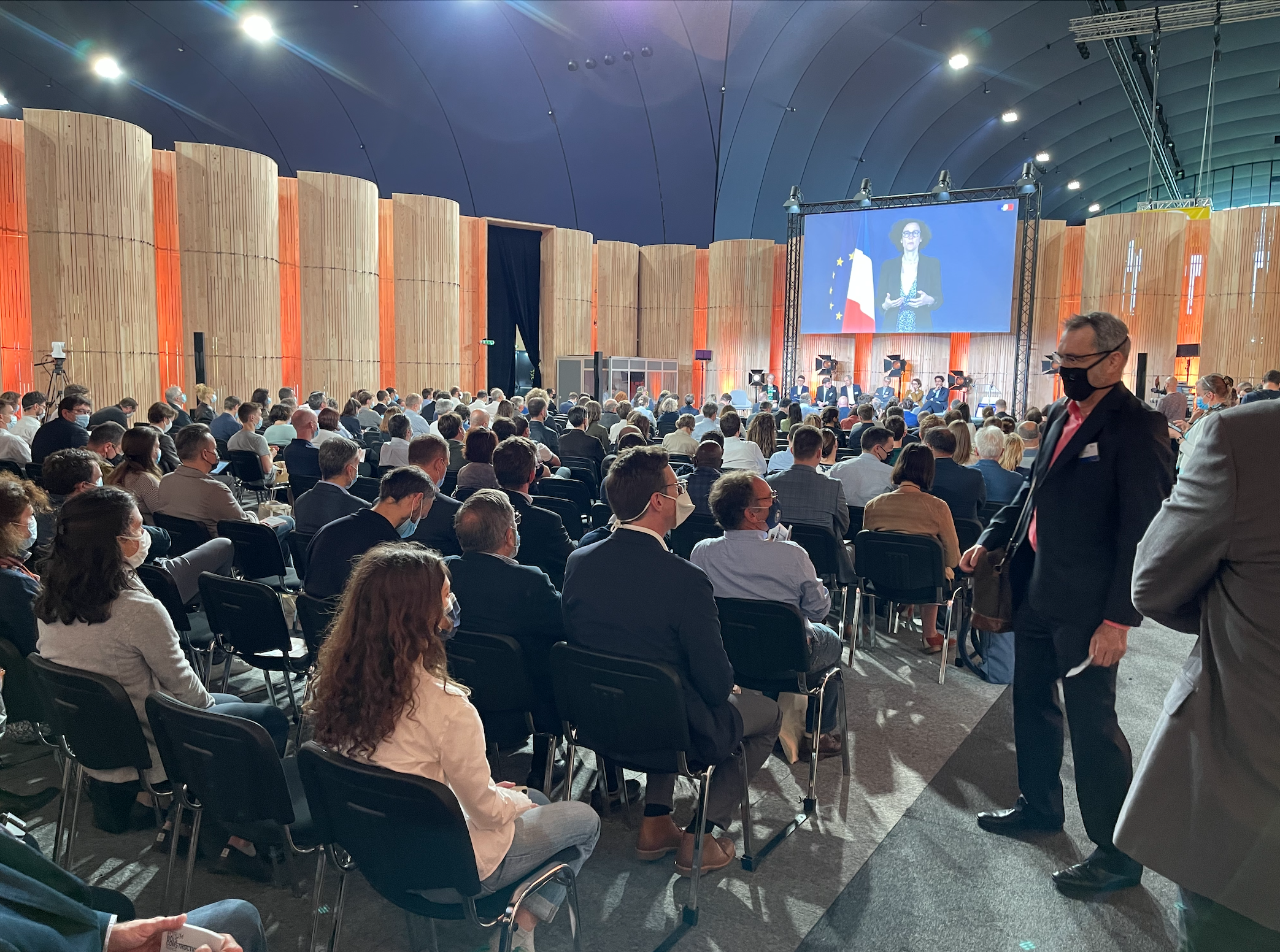
Allocution d'Emmanuelle Wargon au Forum International Bois Construction 2021
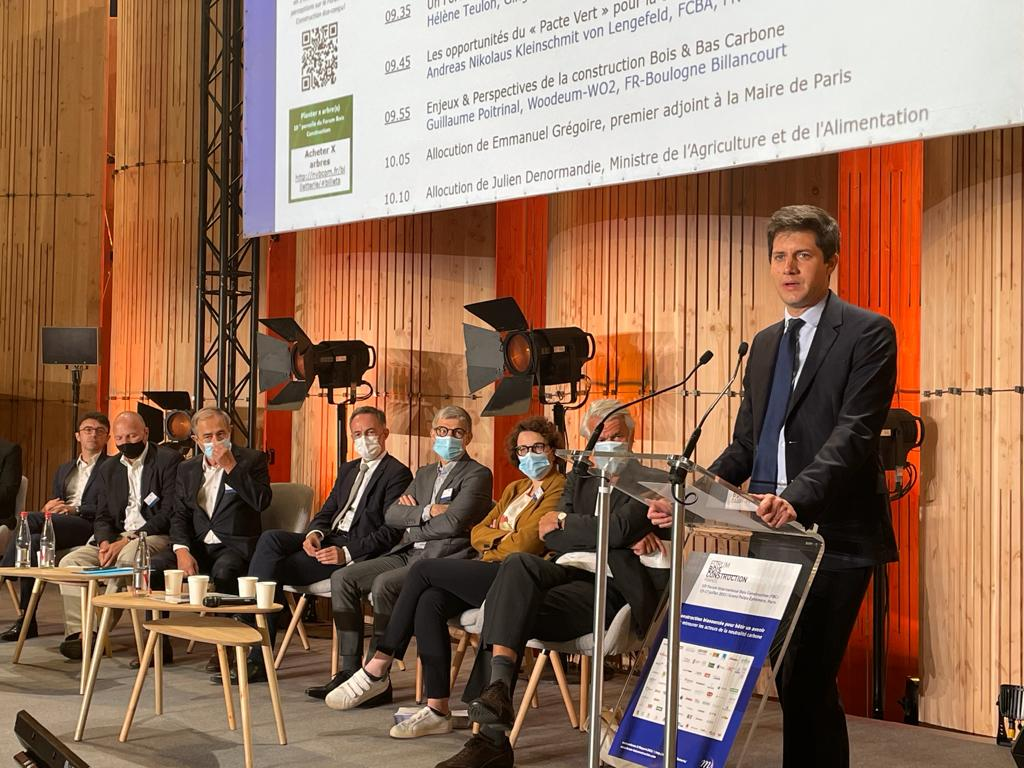
Allocution de Julien Denormandie au Forum International Bois Construction 2021
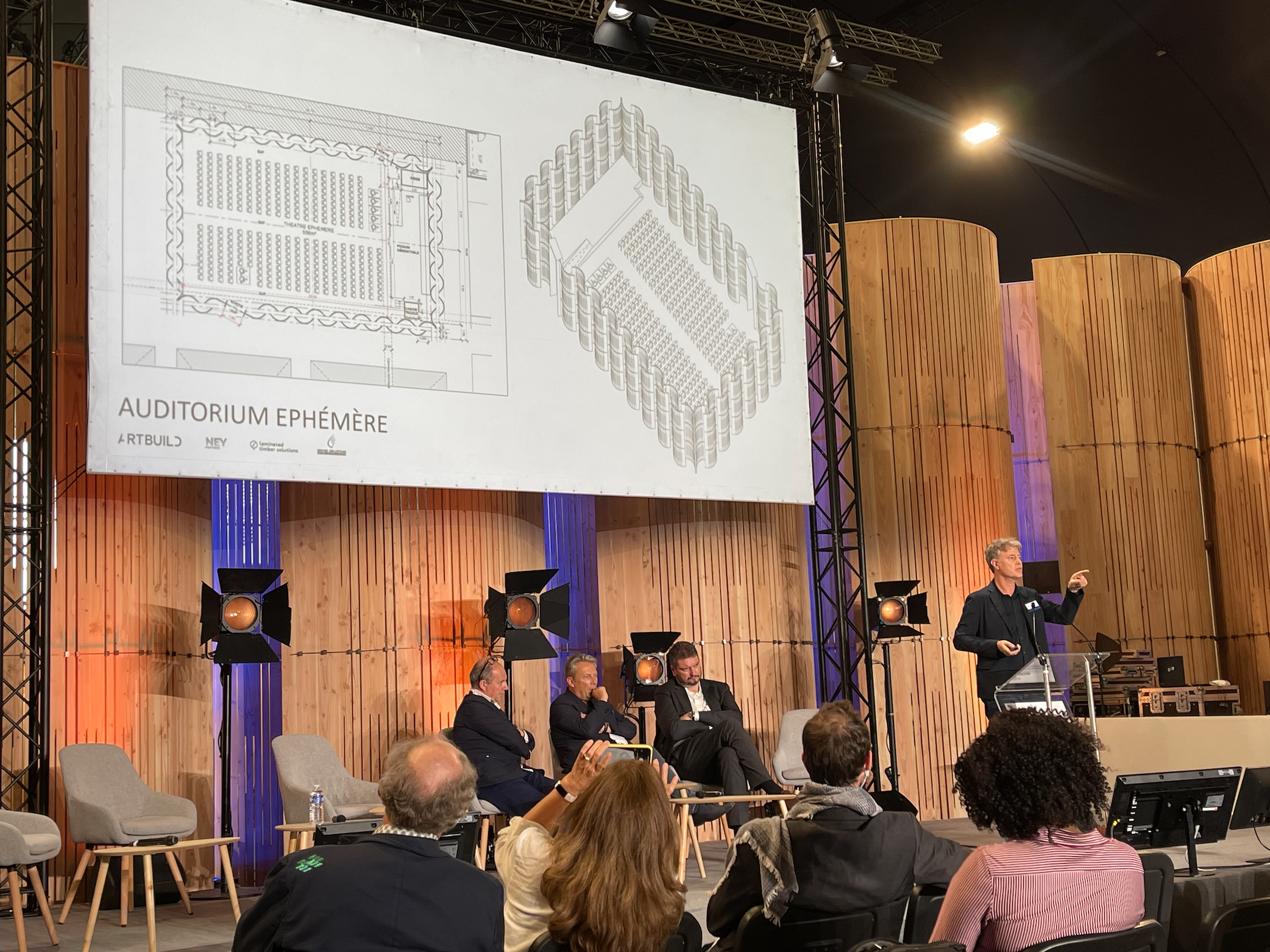
Auditorium éphémère conçu par Steven Ware Art & Build

- 2022 : Épinal et à Nancy, édition hommage à Julius Natterer sur les sujets de l'urgence climatique et de la neutralité carbone[61]
- 2023 : Lille, l'Europe du biosourcée[62] et la Guyane comme département mis à l'honneur[63], avec un hommage à Olivier Gaujard[64] et la venue des deux ministres Olivier Klein et Marc Fesneau[65].

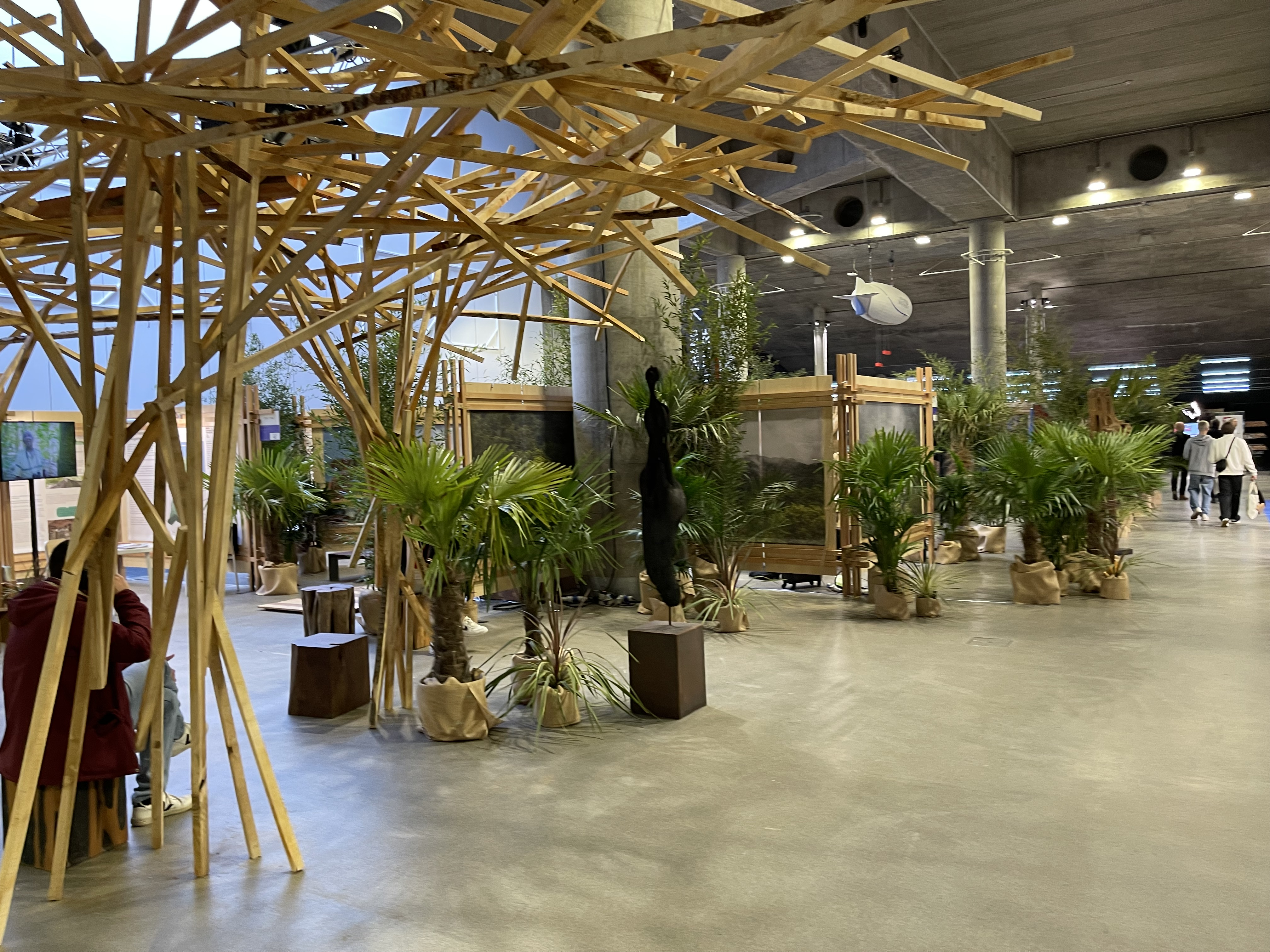
Kanopée en bois local de la Métropole Européenne de Lille
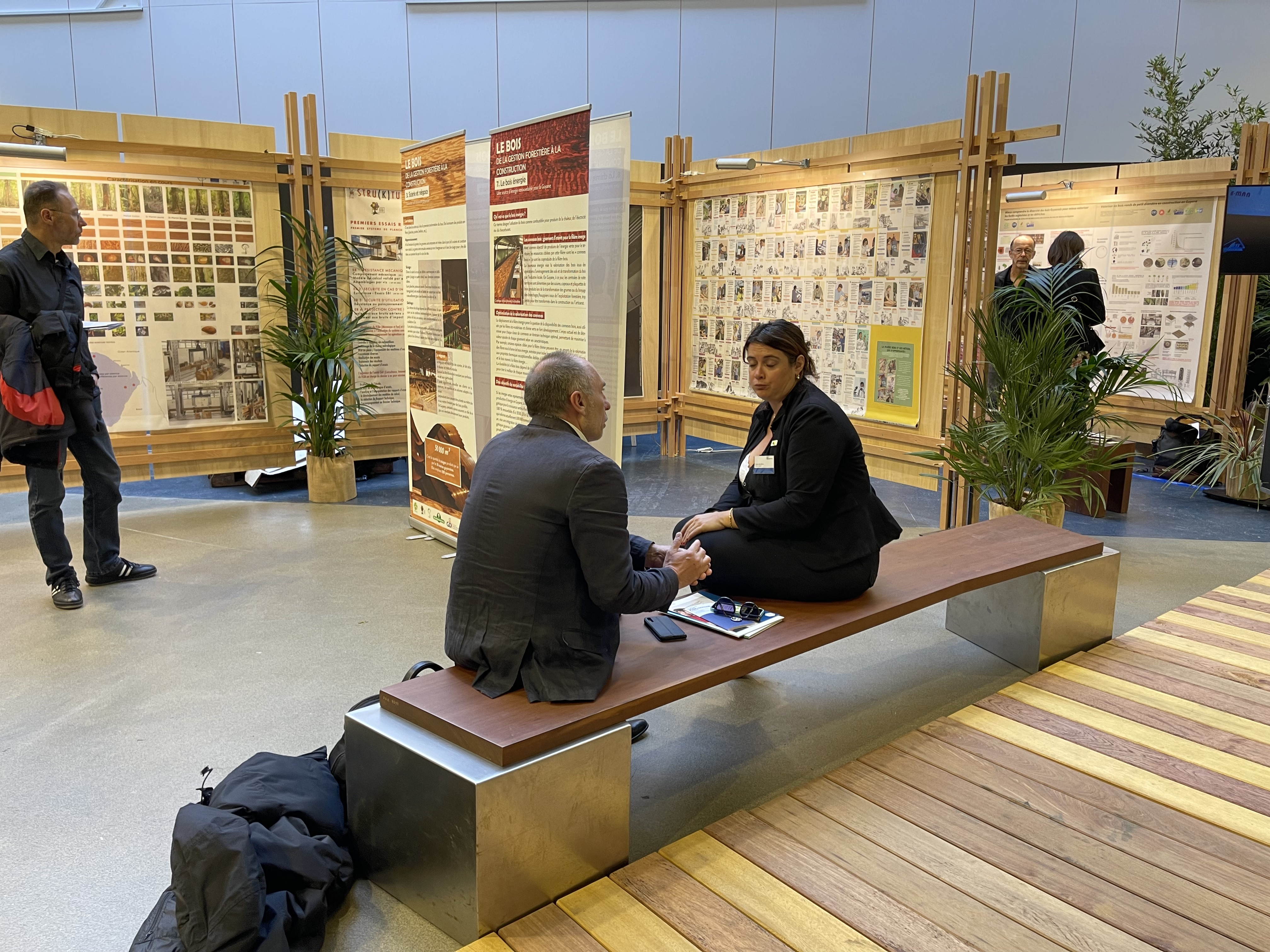
Exposition pédagogique sur la filière forêt et bois construction en Guyane
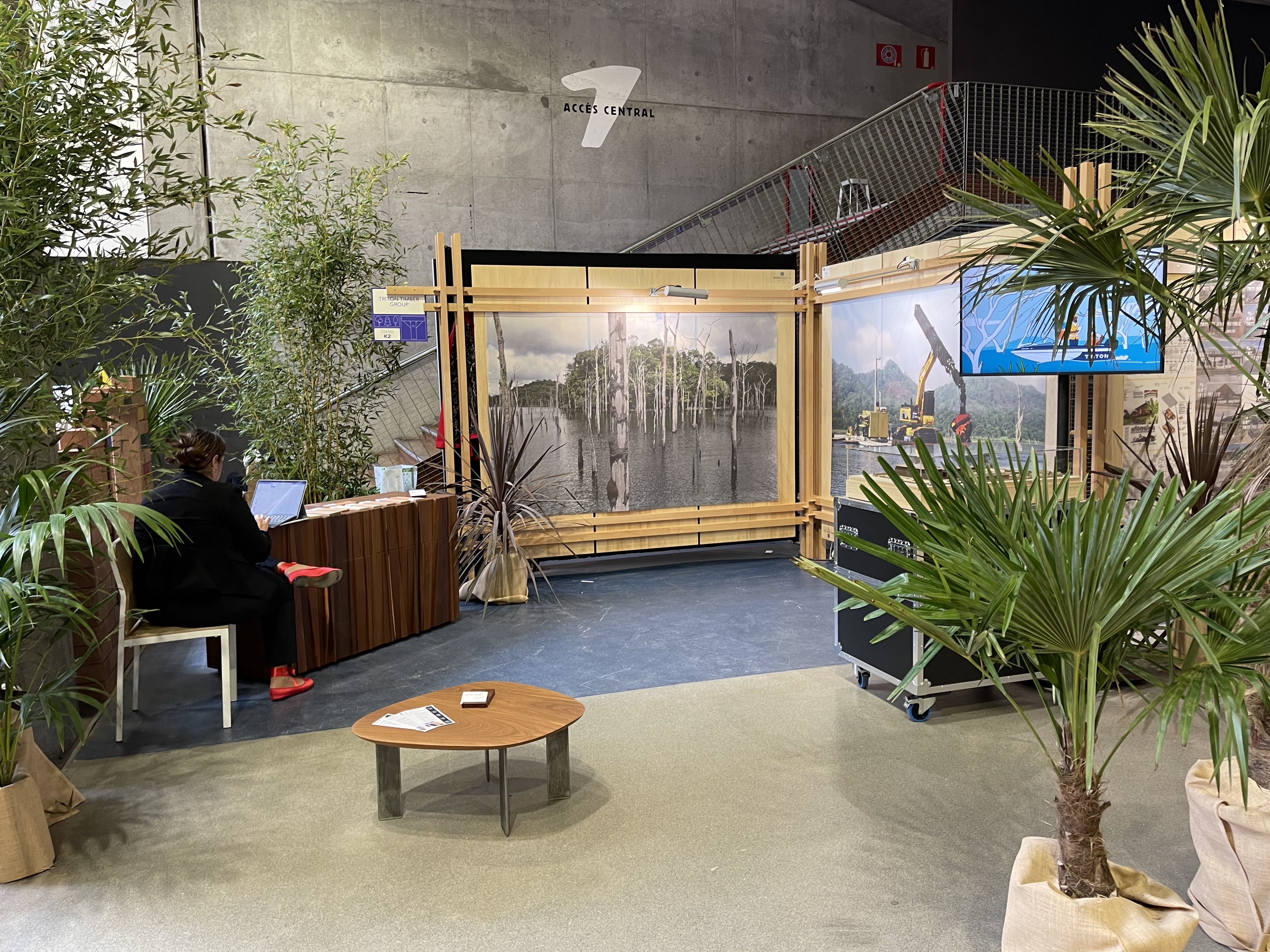
Stand de Guyane
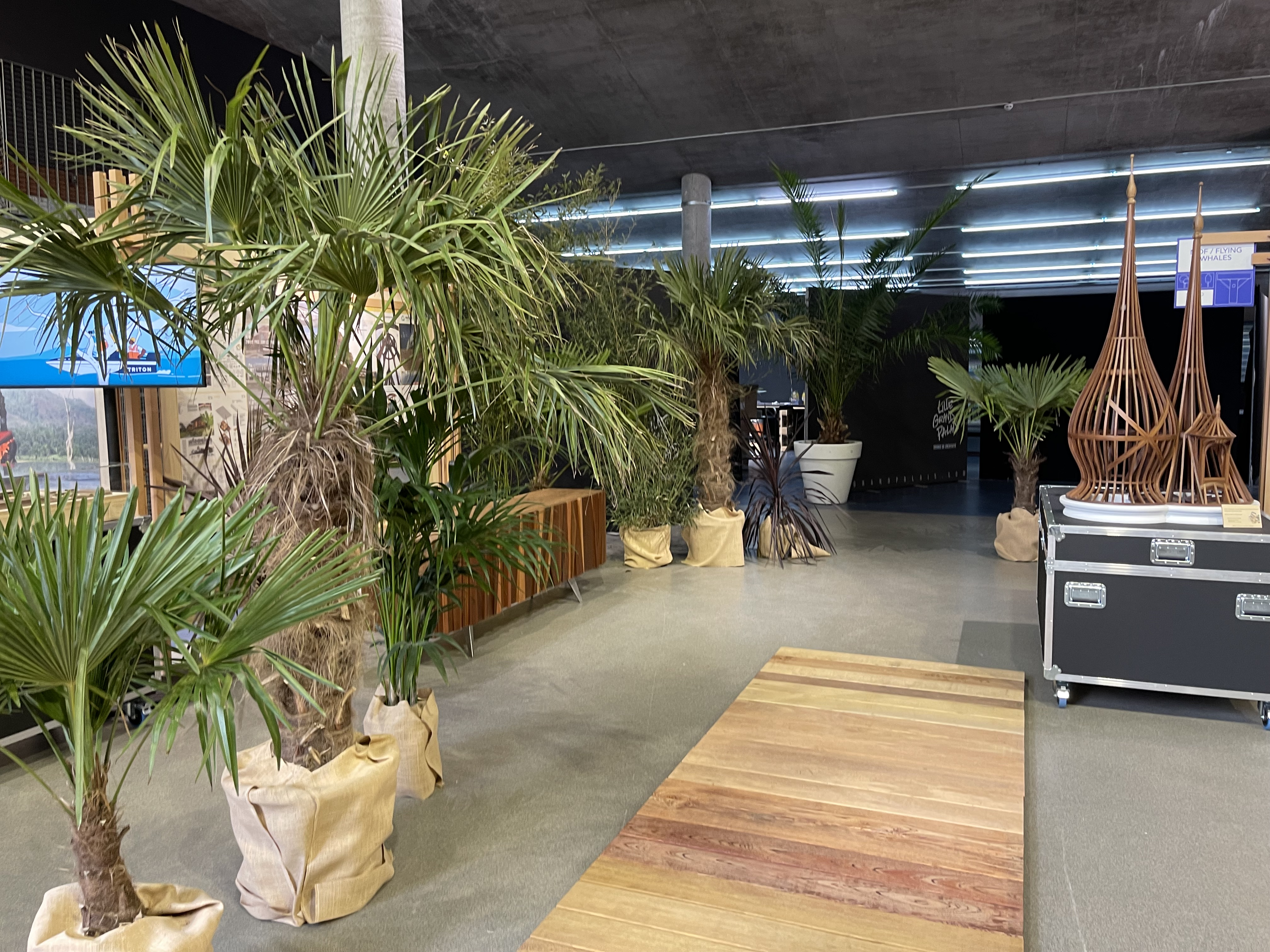
Layon de Guyane et maquettes des Meilleurs ouvrier de France

- 2024: Nancy, Grand Palais, Centre Prouvé

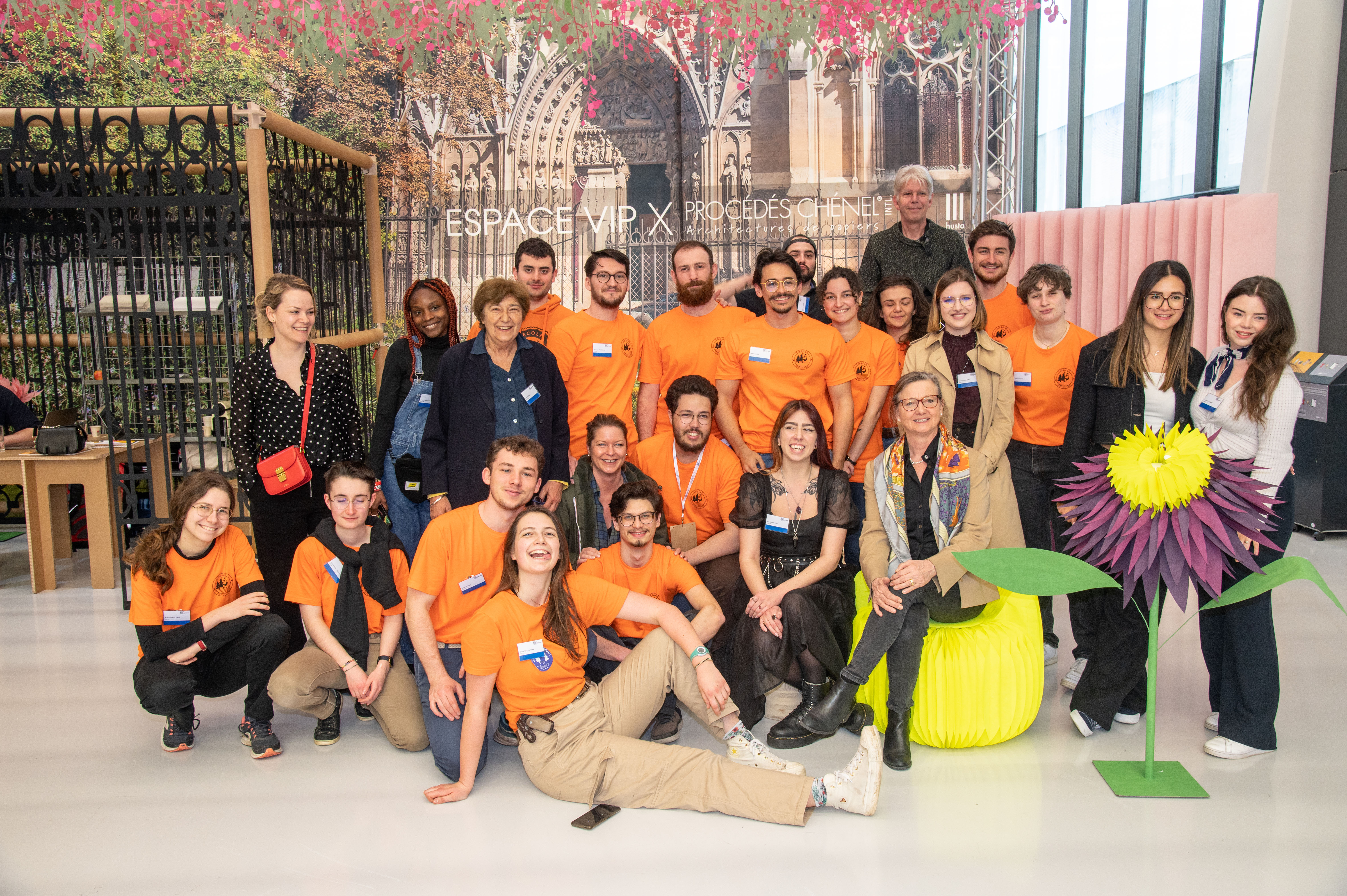
Équipe organisatrice avec l'ENSTIB
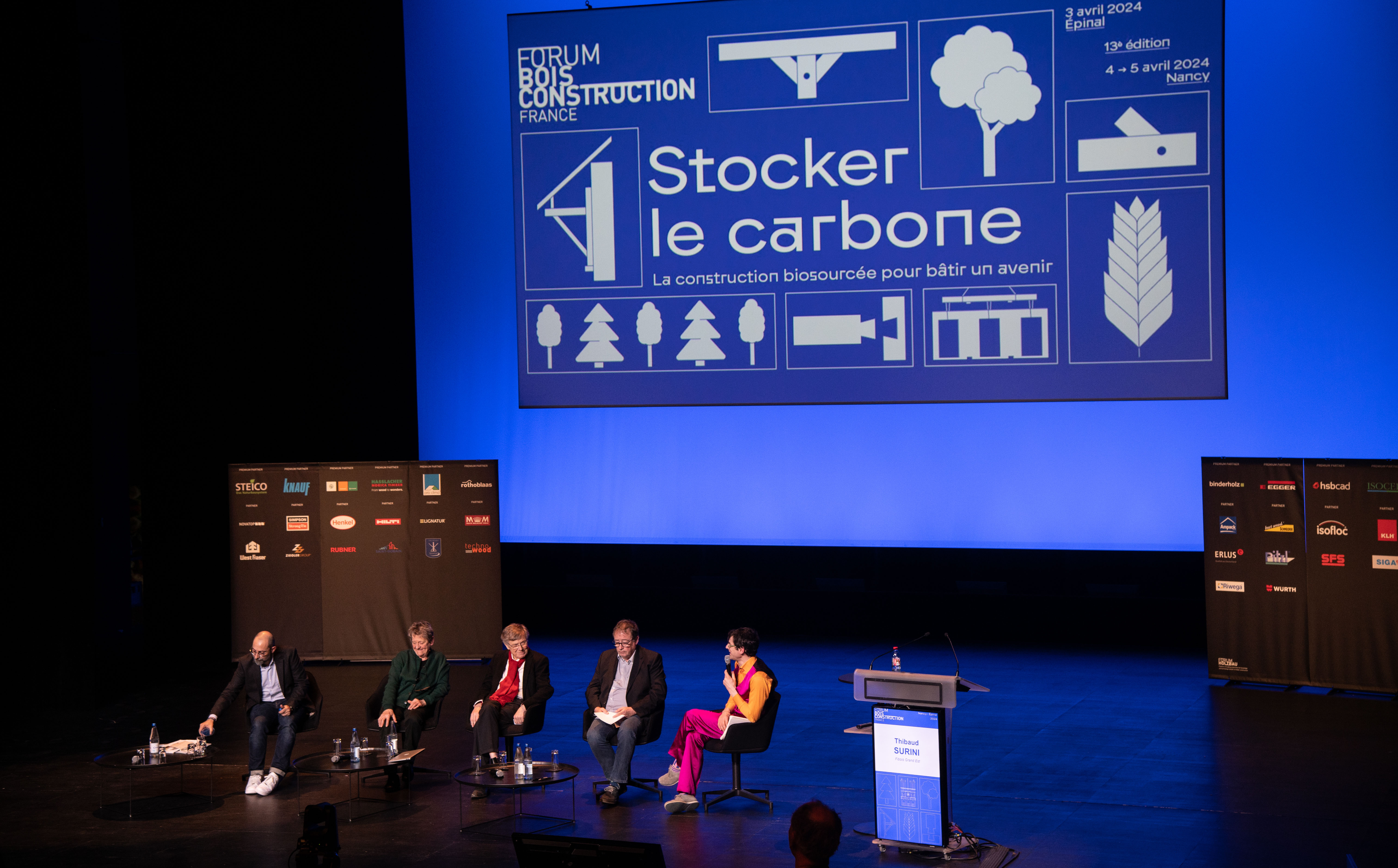
Thème: Stocker le Carbone
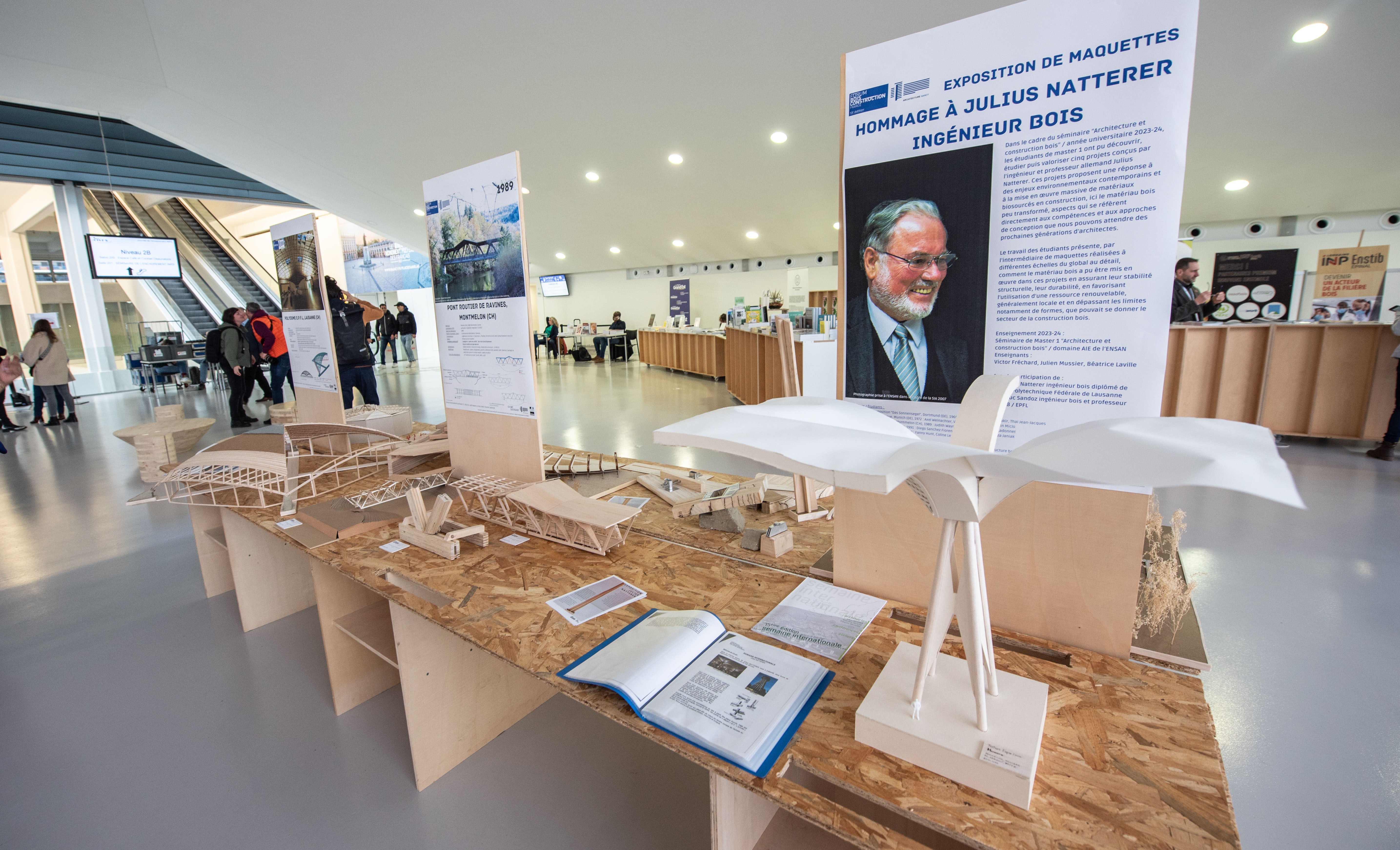
Exposition Julius Natterer par l'ENSA de Nancy
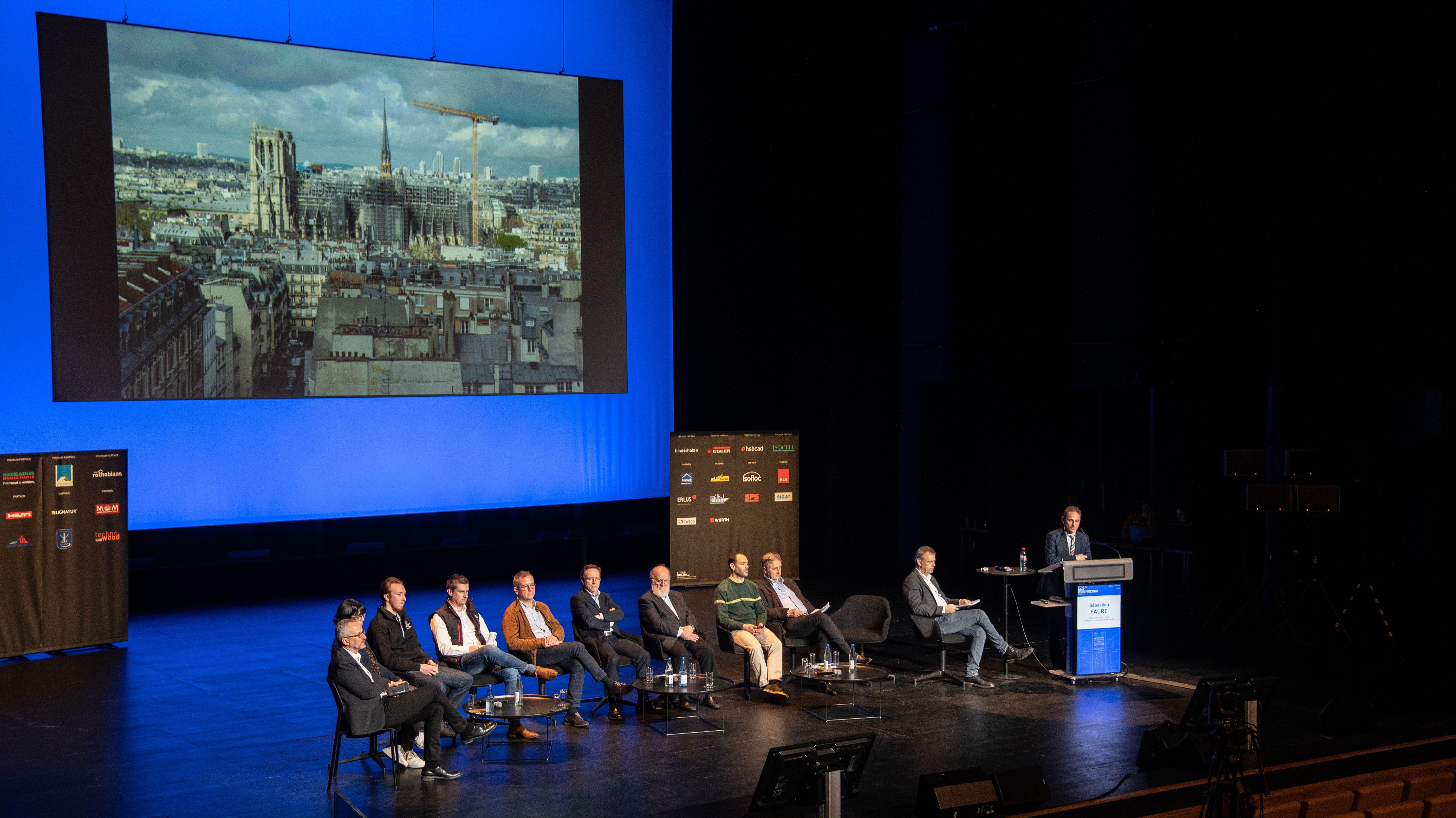
Reconstruction de la Charpente de Notre-Dame

- 2025: Paris, Grand Palais

Le Forum réunit l’ensemble des acteurs de la construction et de l'aménagement bois et bio et géosourcés autour des dernières avancées en matière d'architecture et d'innovation. Cette édition se place sous le signe de la « Stratégie Climat 2050 » et offre une galerie d'architecture inédite.

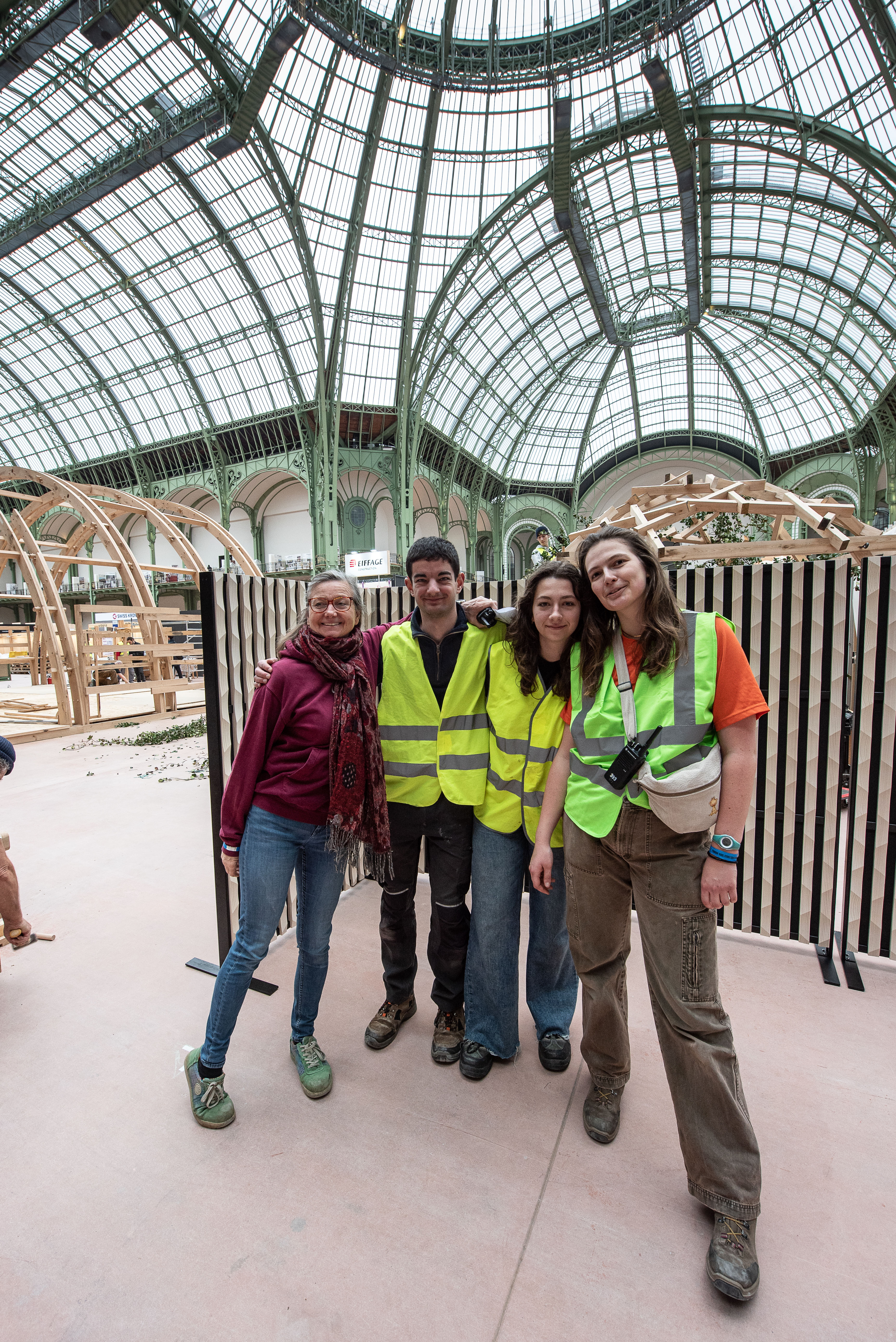
Etudiants Enstib bénévoles
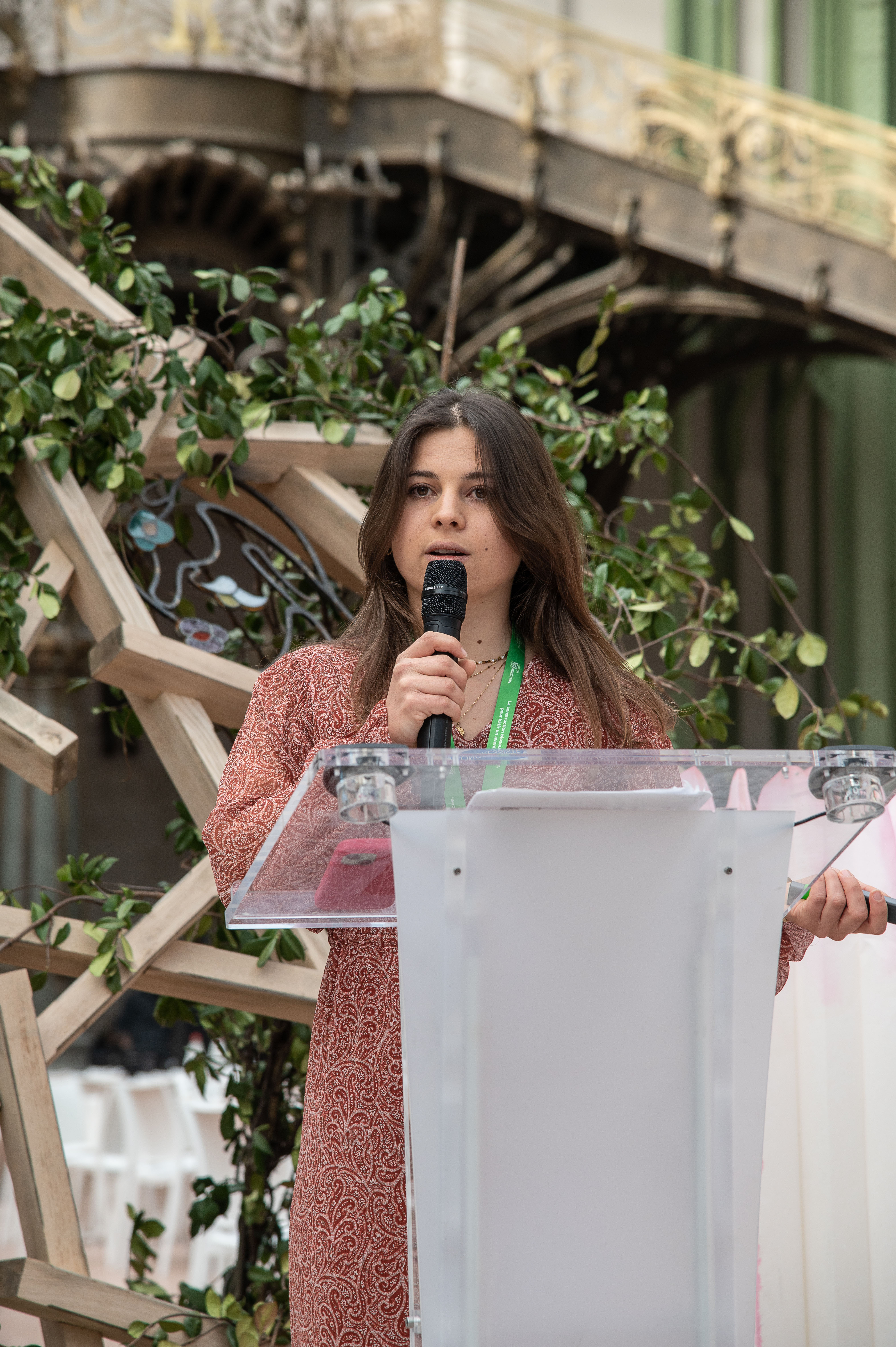
Ingénieure Enstib
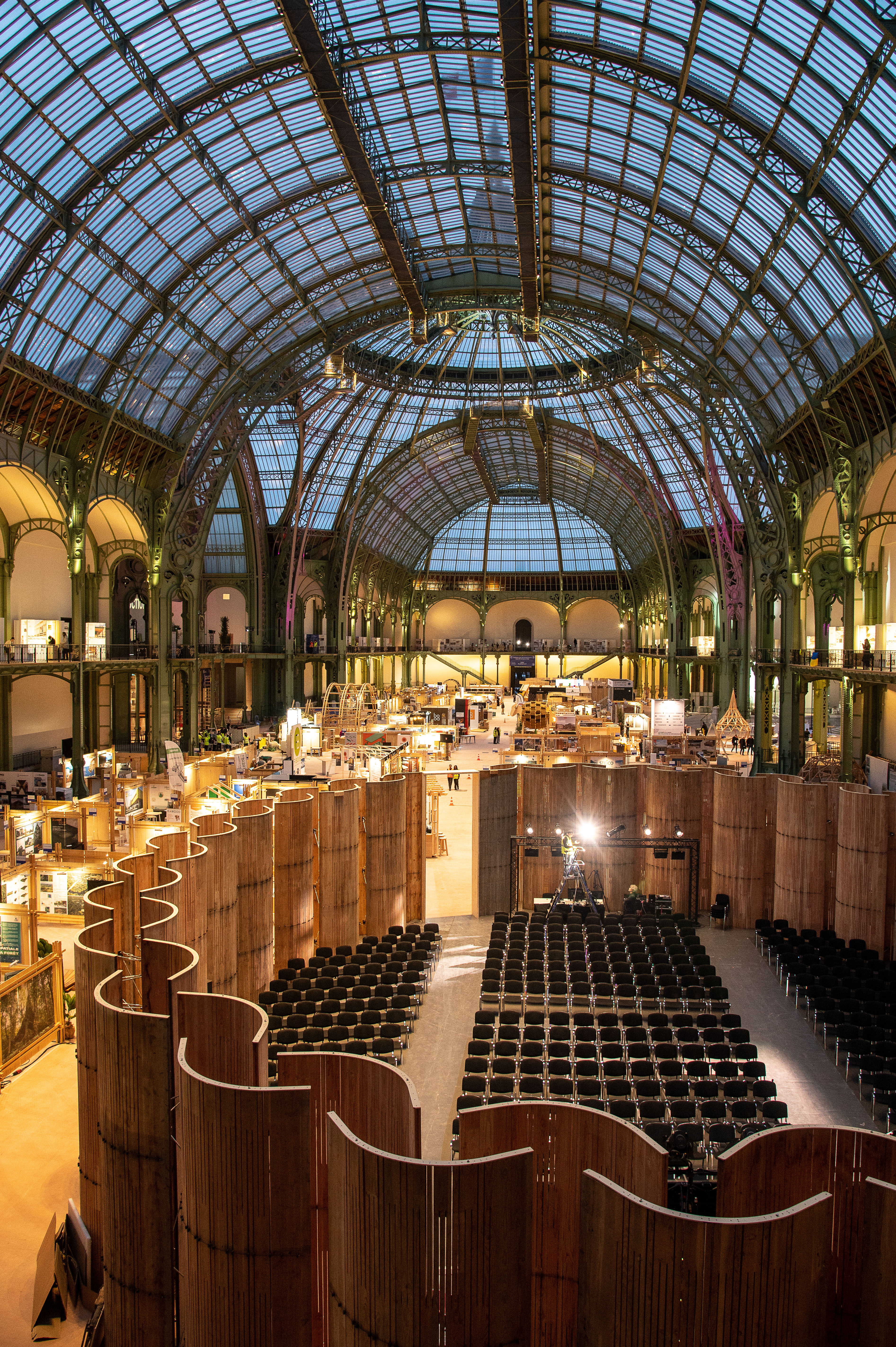
Auditorium éphémère
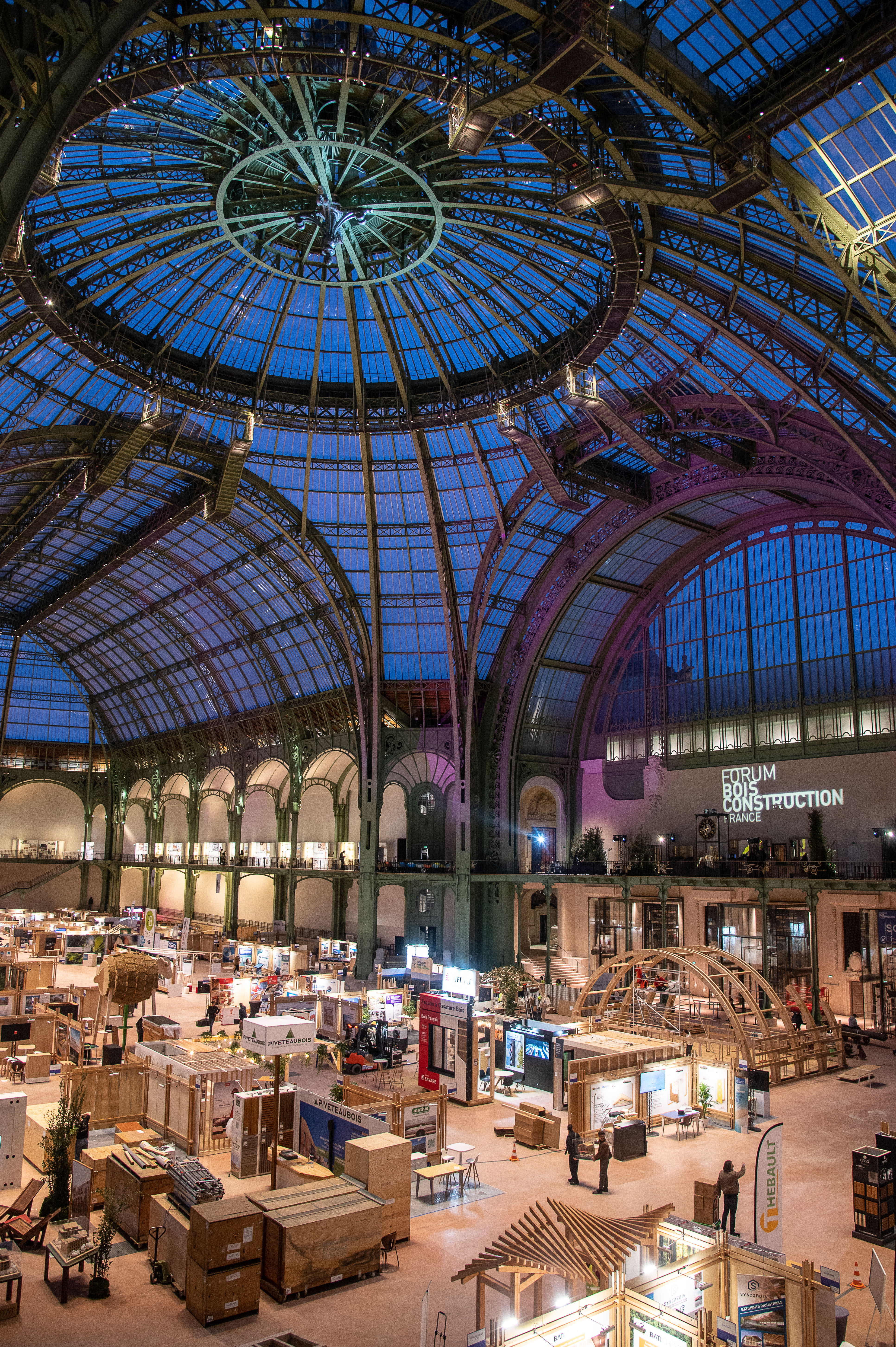
Stands conçus par les étudiants de l' Ensa Paris Belleville
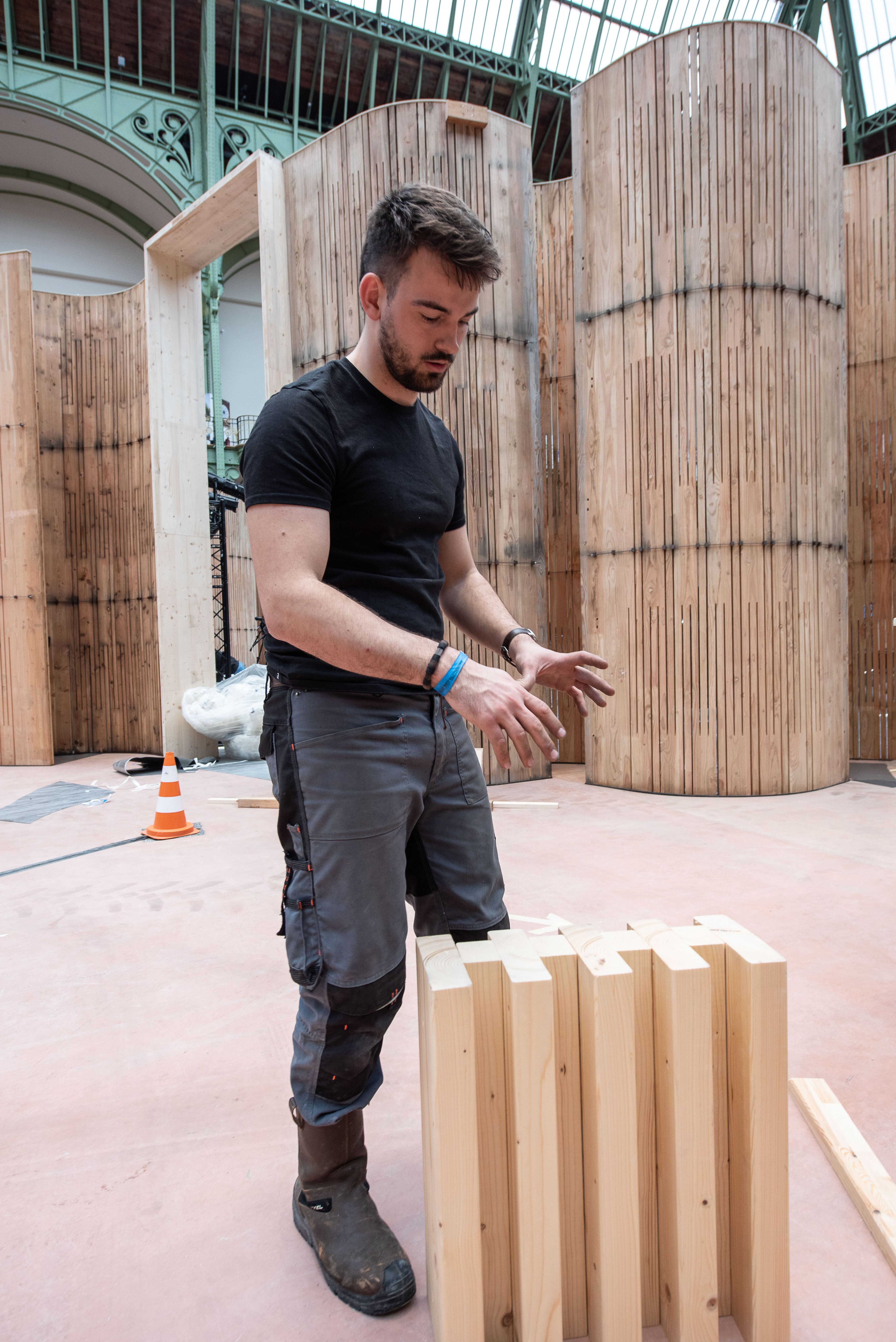
Ingénieur Enstib et dalle O'Portune
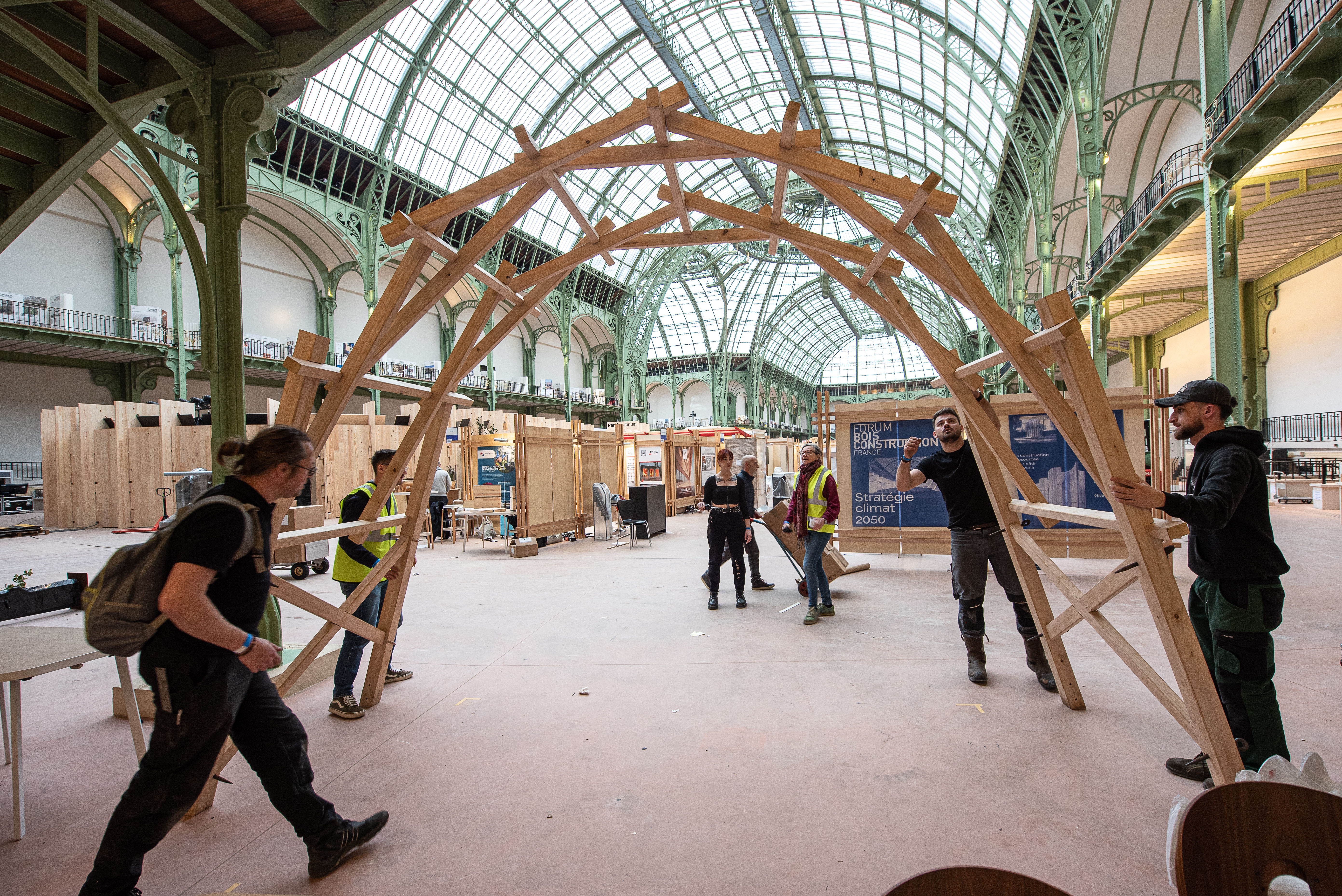
Structure réciproque
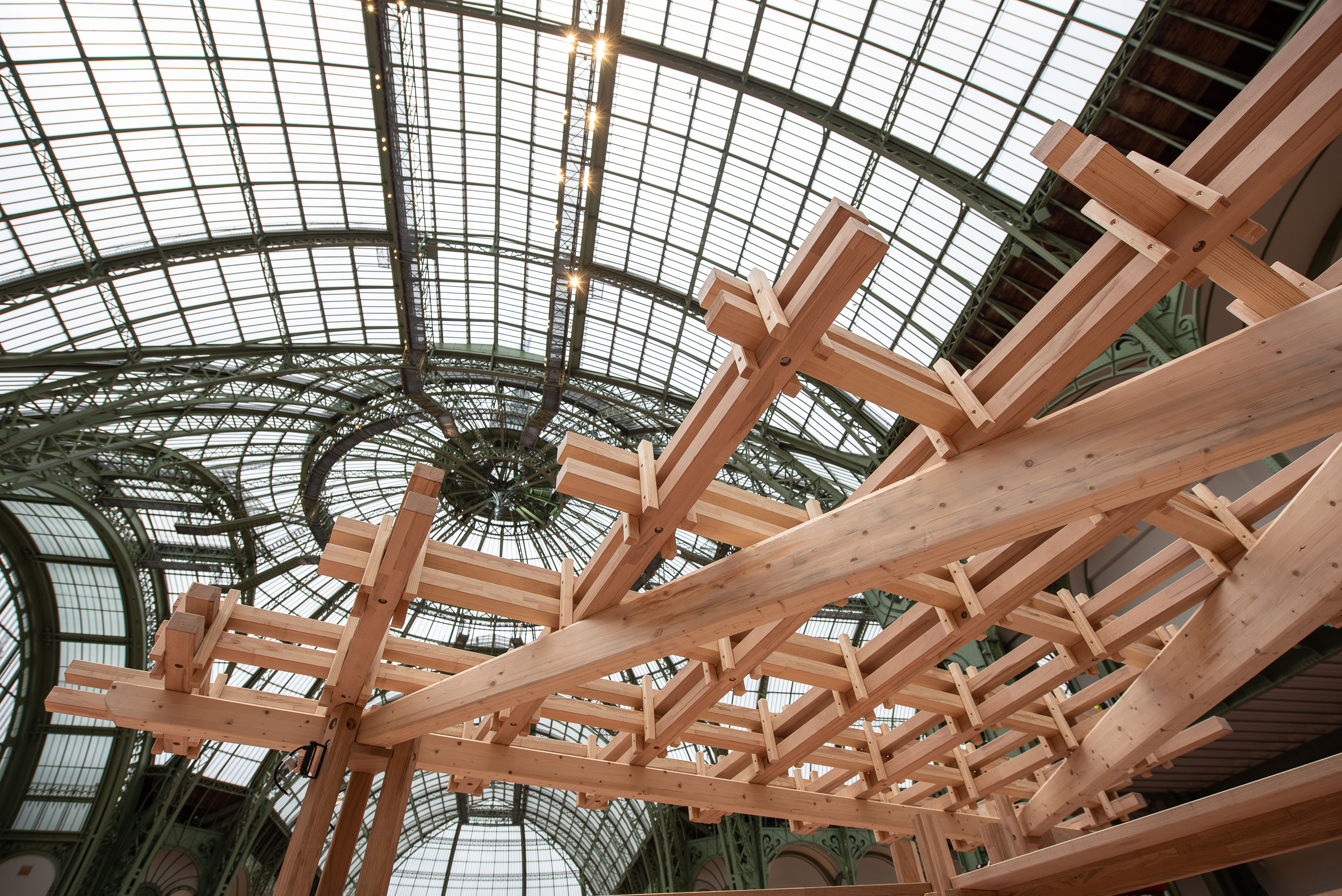
Stand des apprentis d'Auteuil
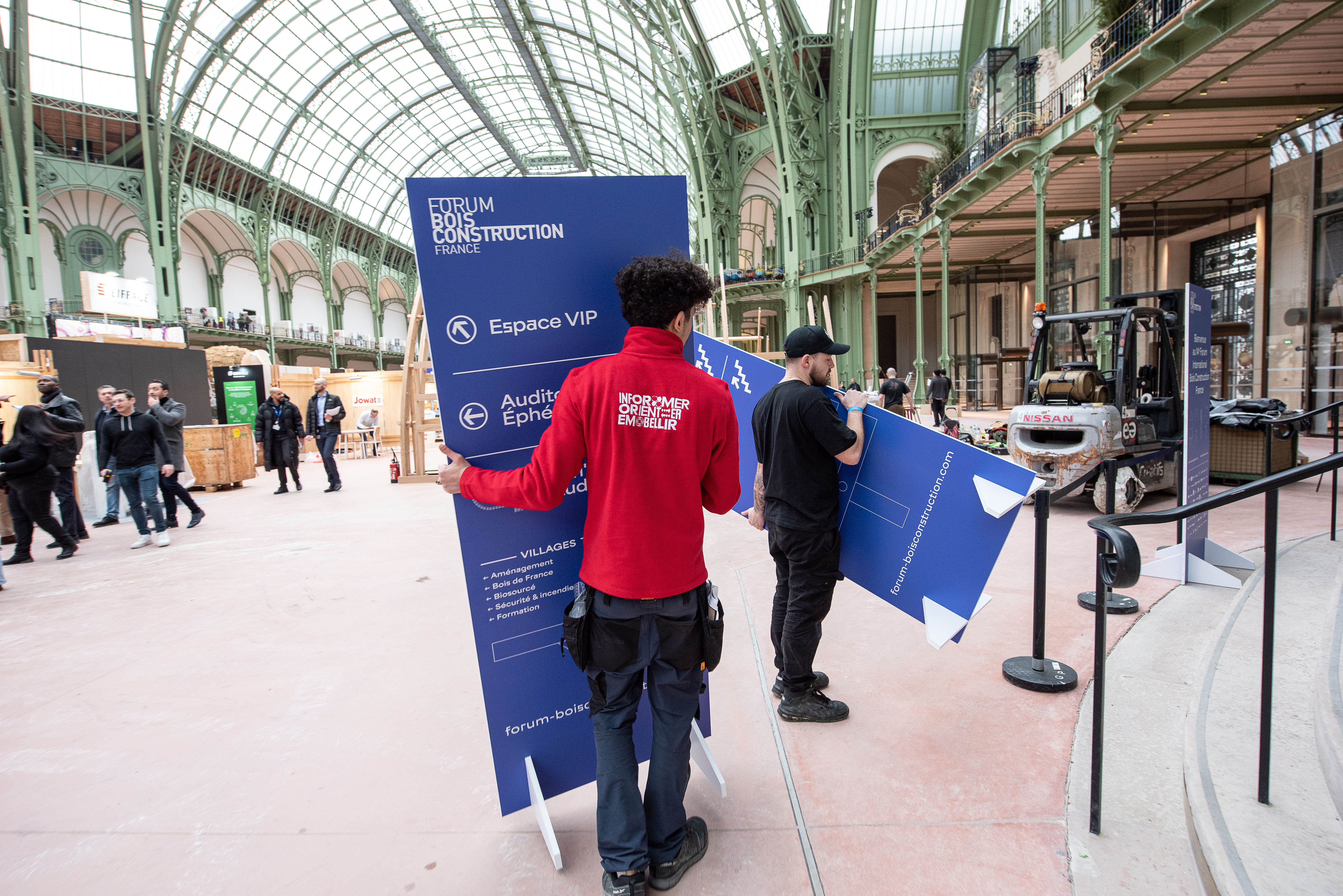
Bénévoles installants la signalétique
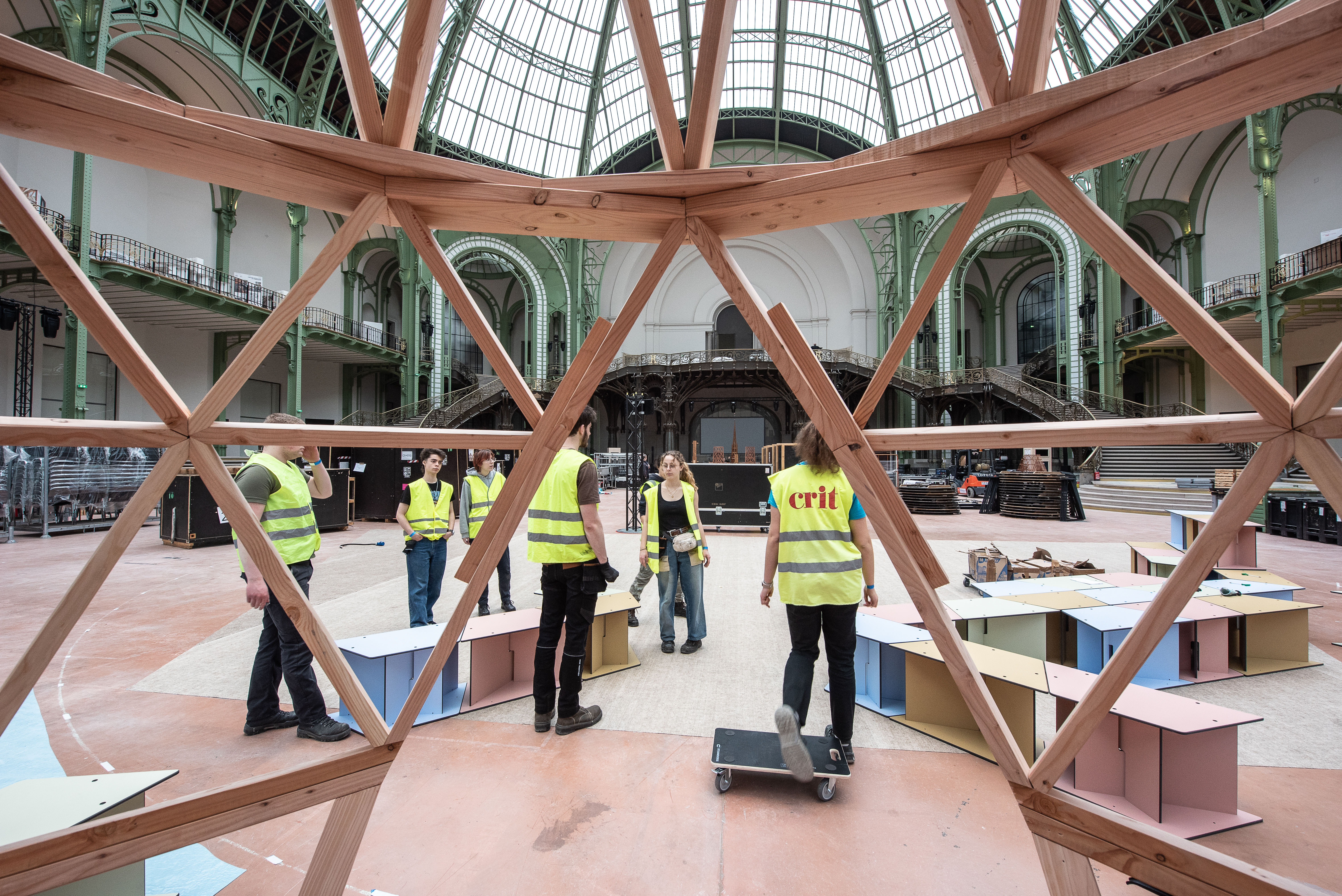
Installation en bois
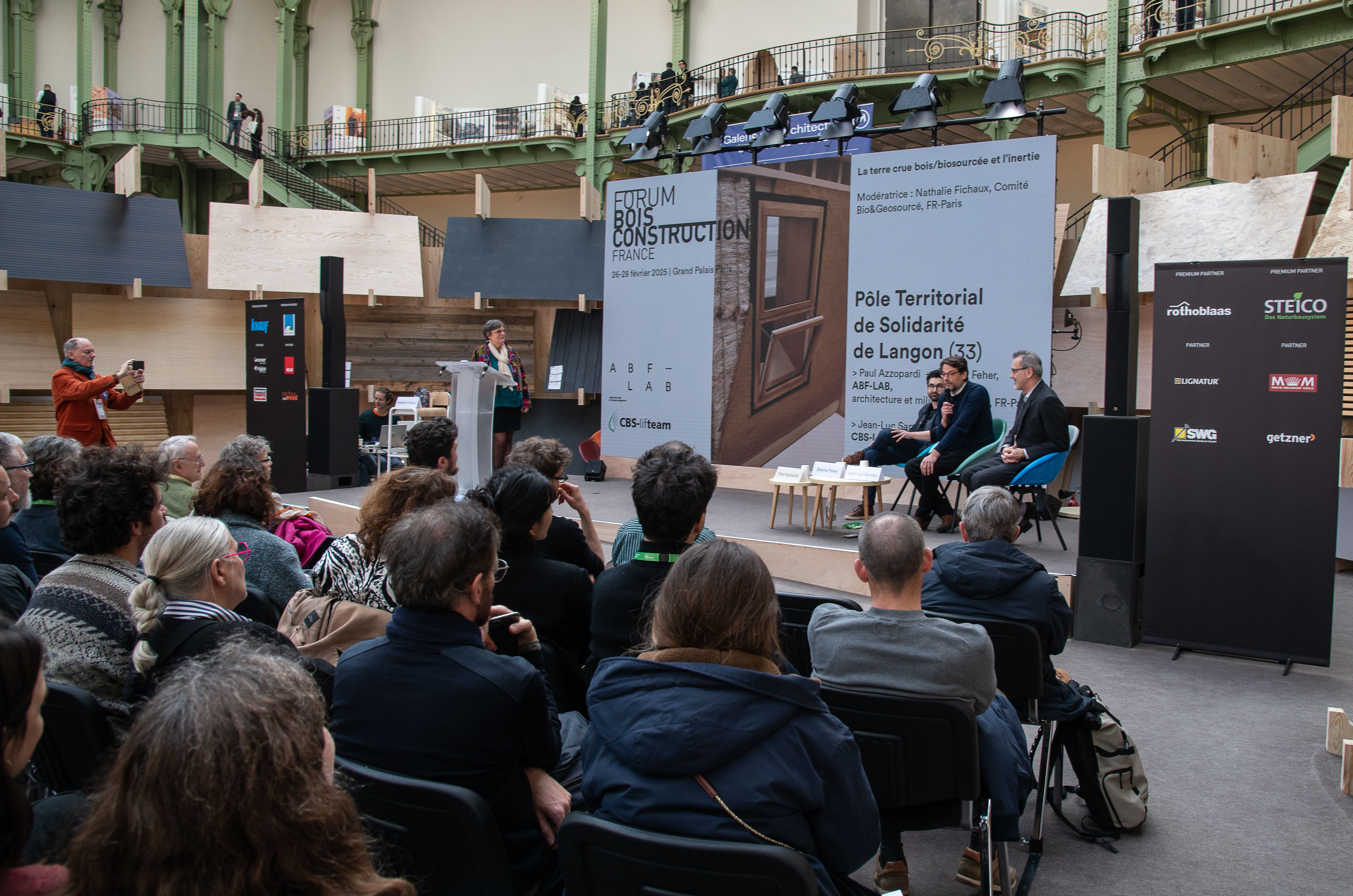
Conférence sur les ouvrages en bois et biosourcés
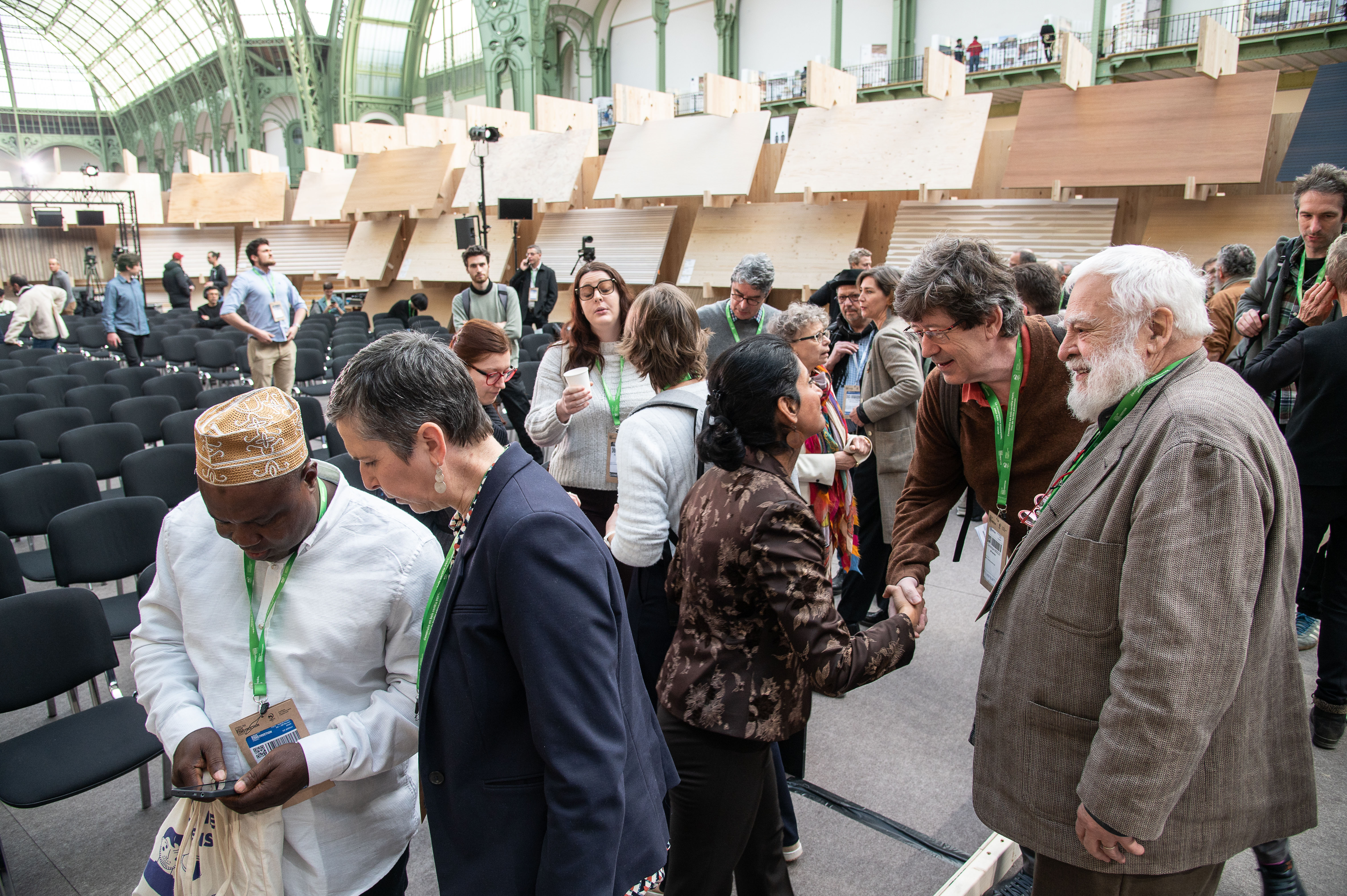
Conférence sur la reconstruction à Mayotte
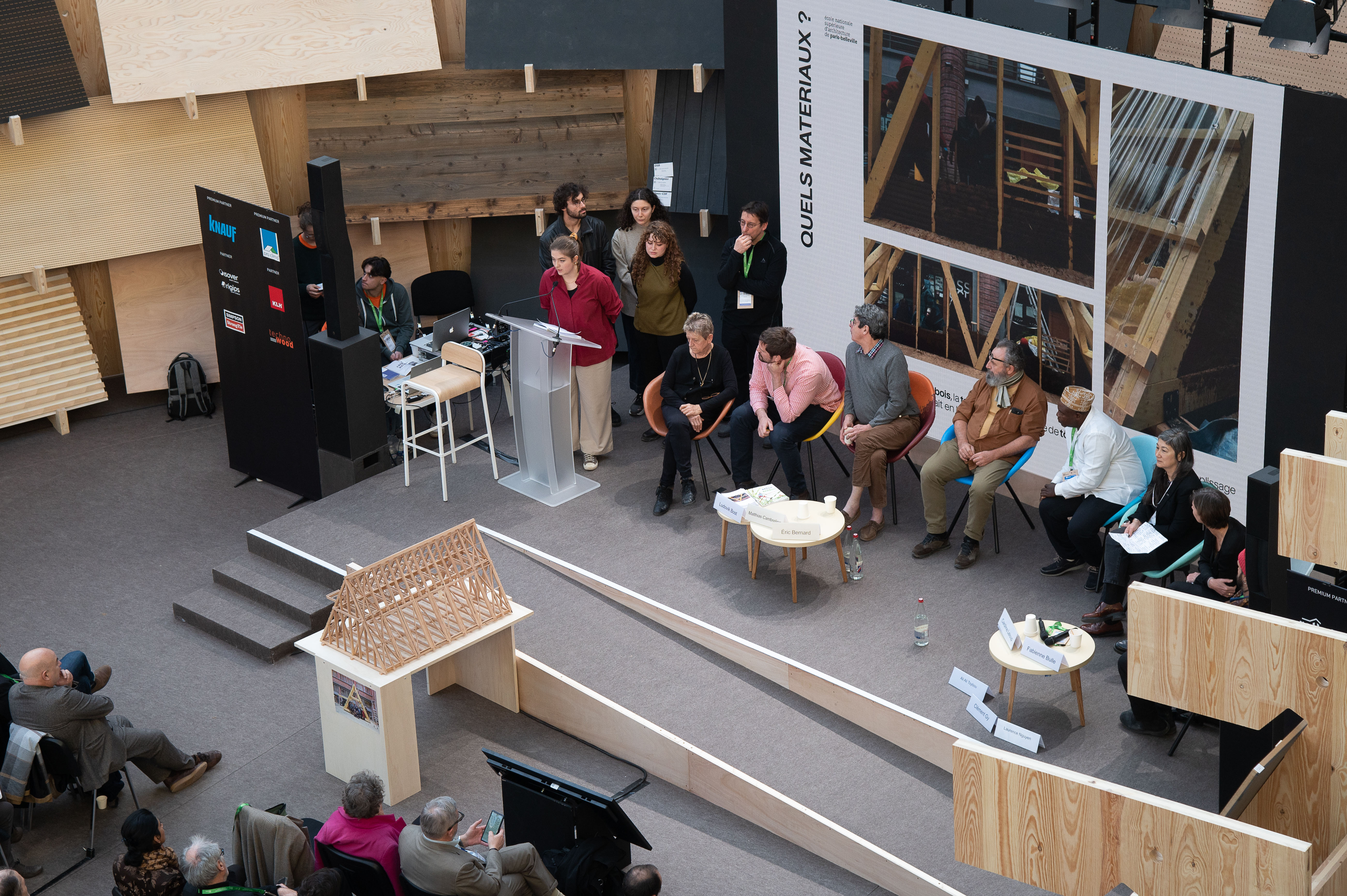
Table ronde
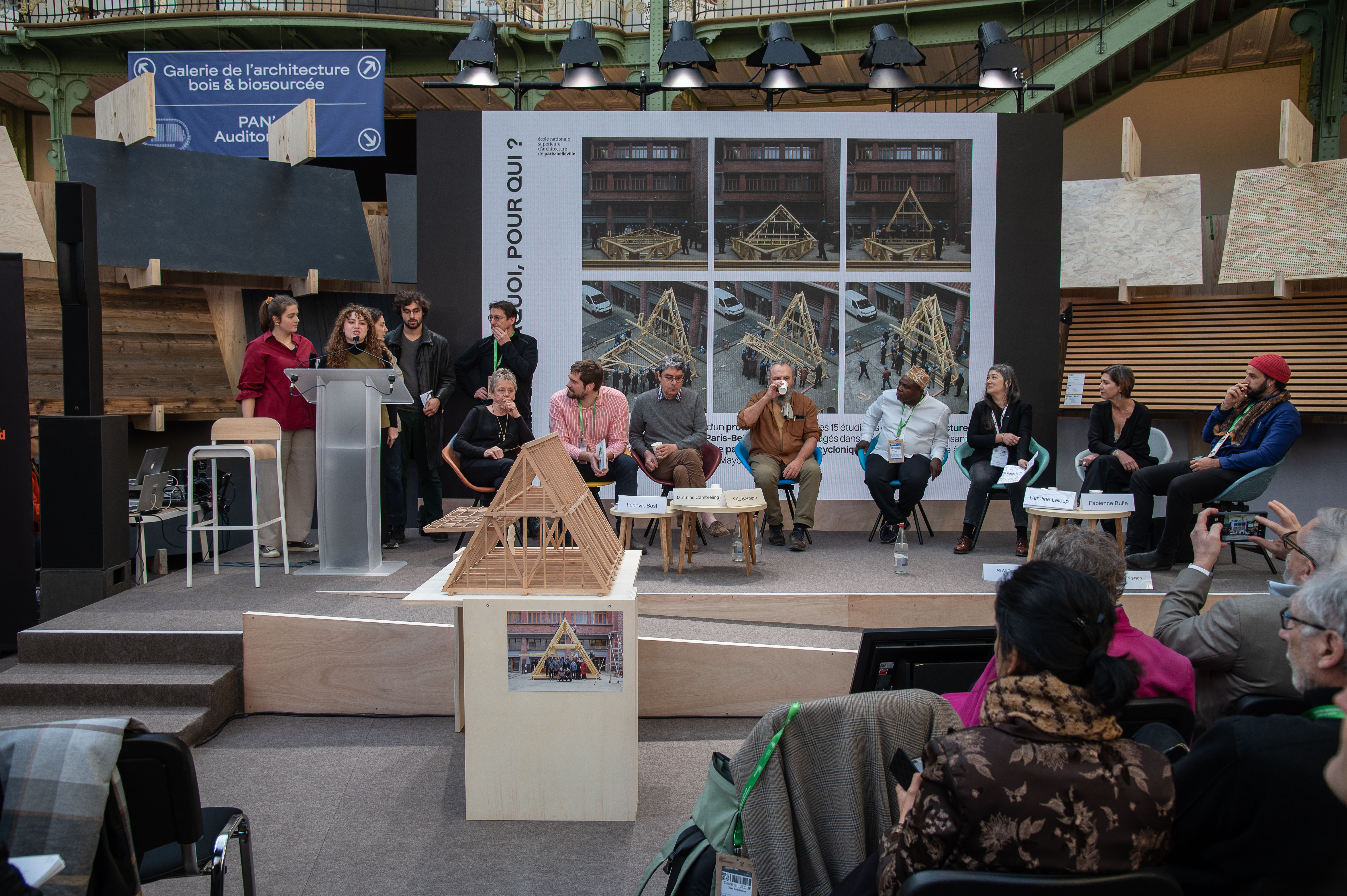
Tribune de l'innovation
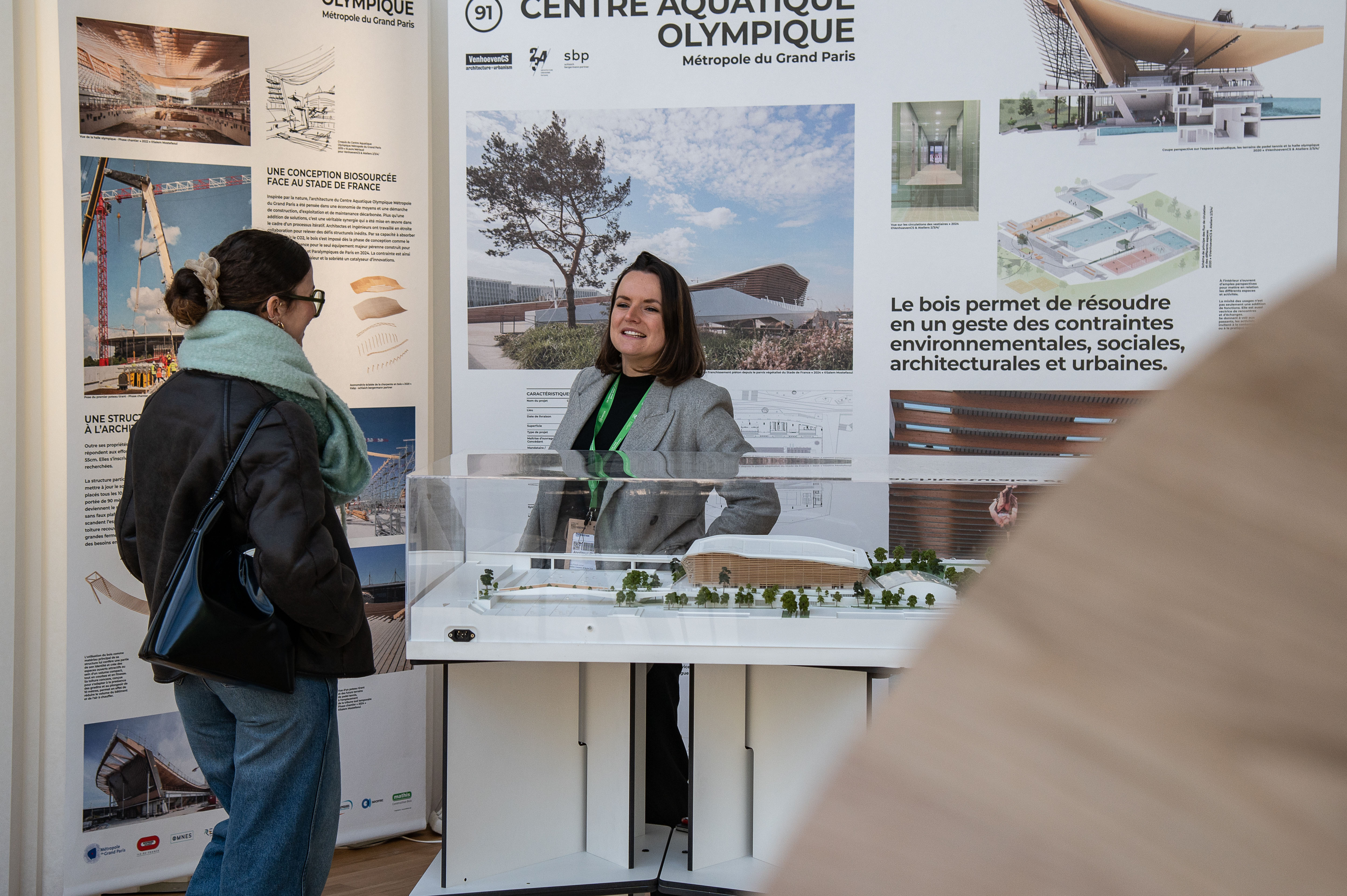
Galerie d'architecture bois et biosourcée
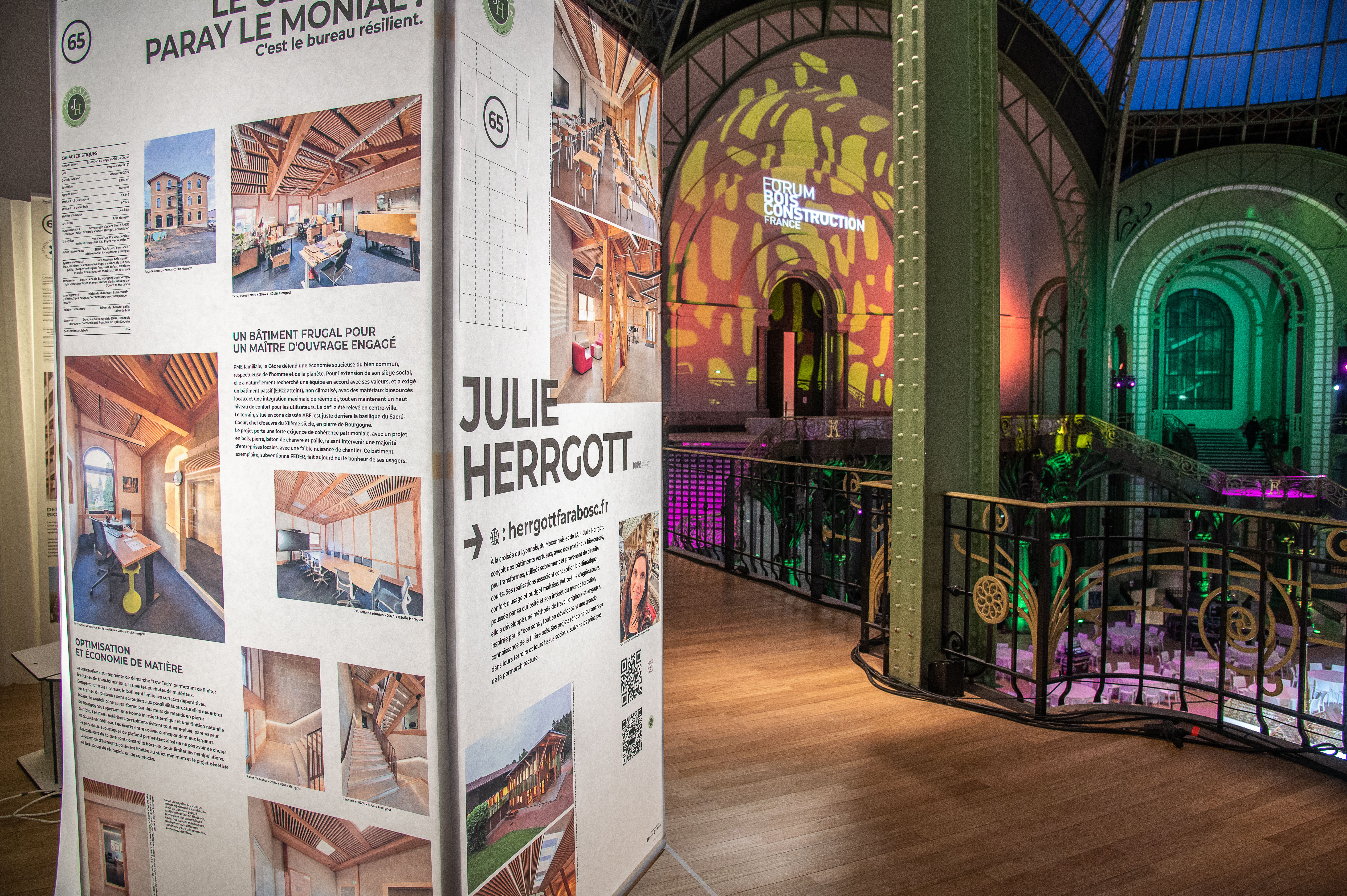
Galerie d'architecture bois et biosourcée
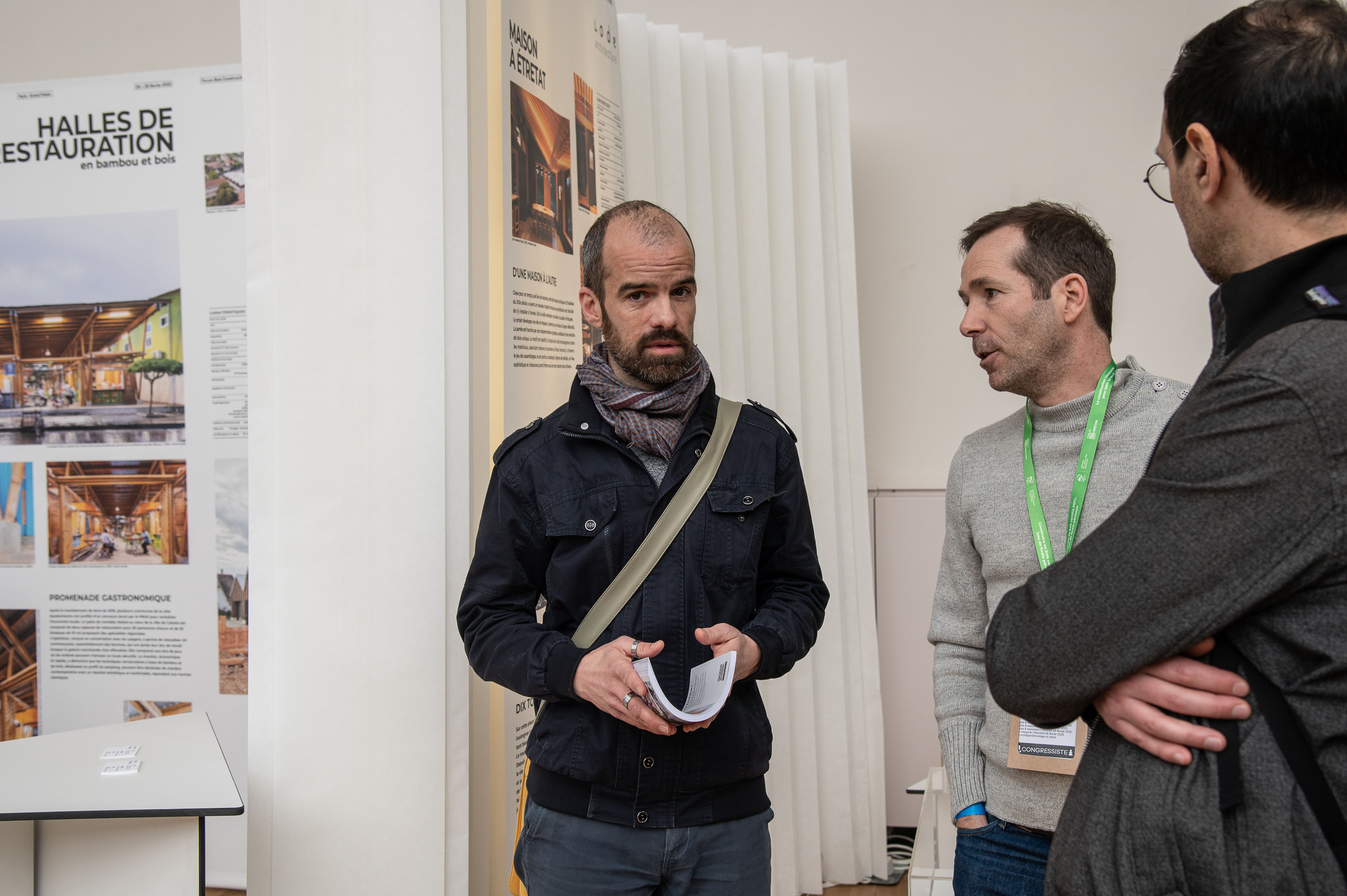
Galerie d'architecture bois et biosourcée
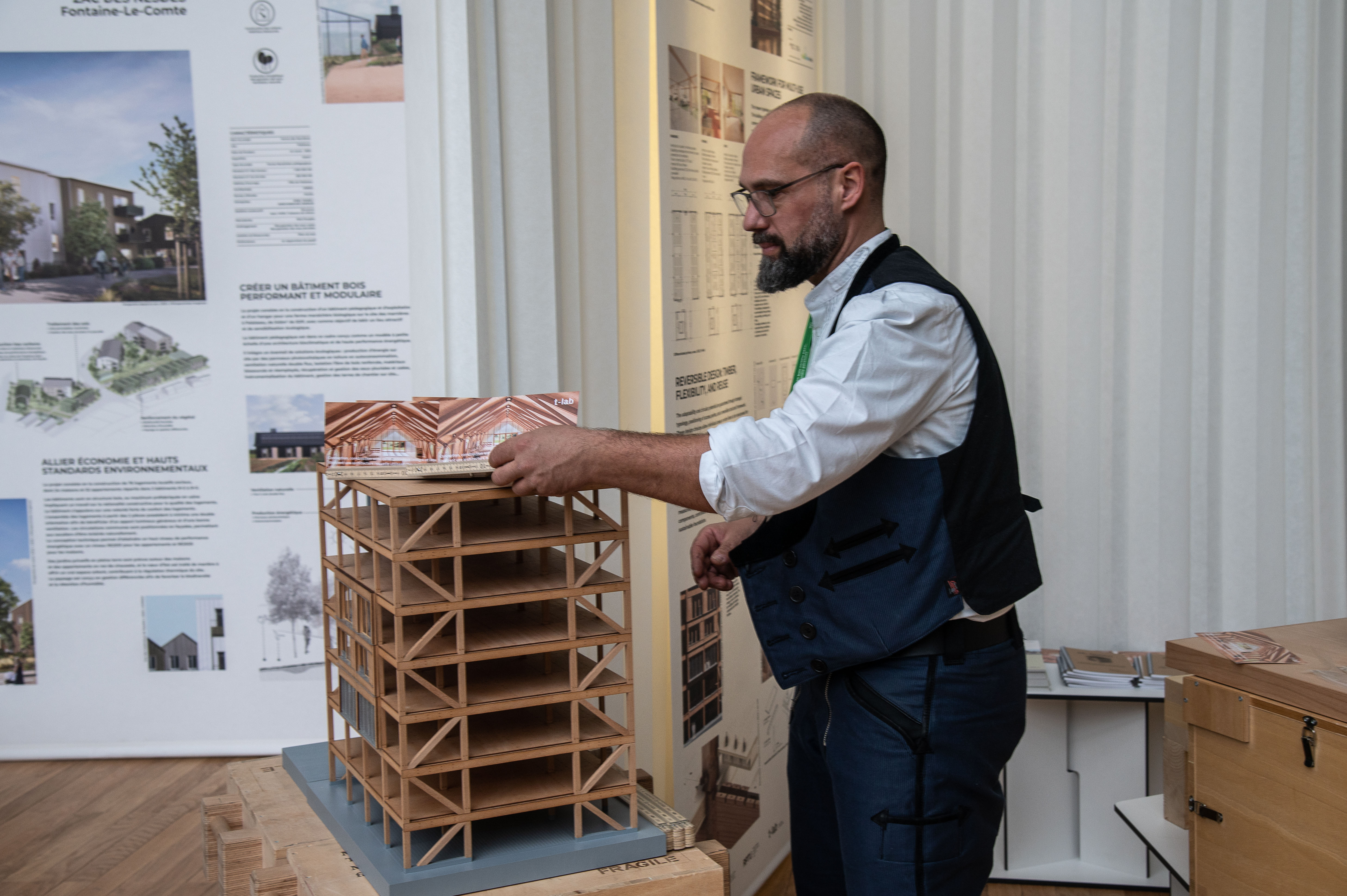
Galerie d'architecture bois et biosourcée
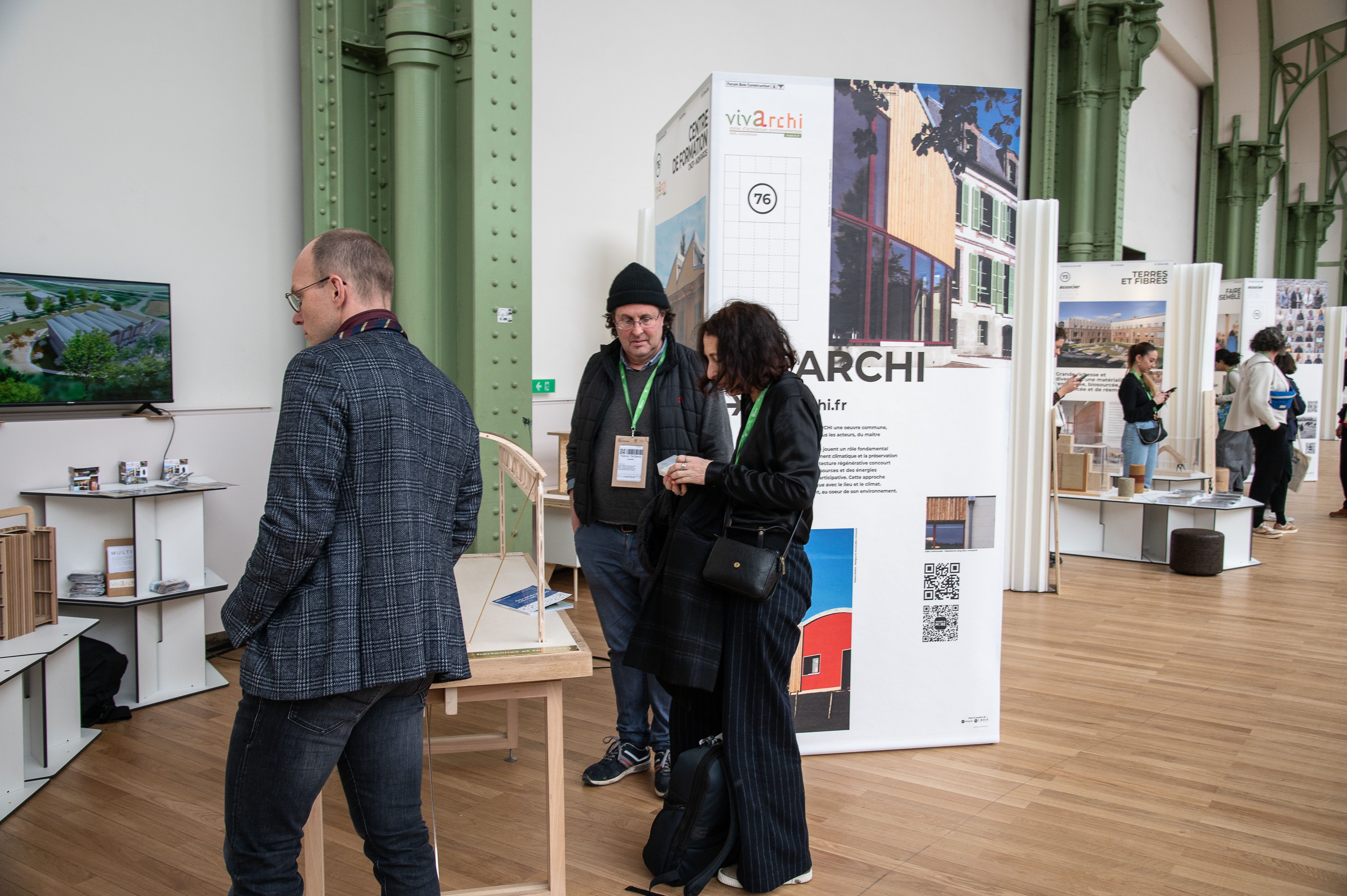
Galerie d'architecture bois et biosourcée
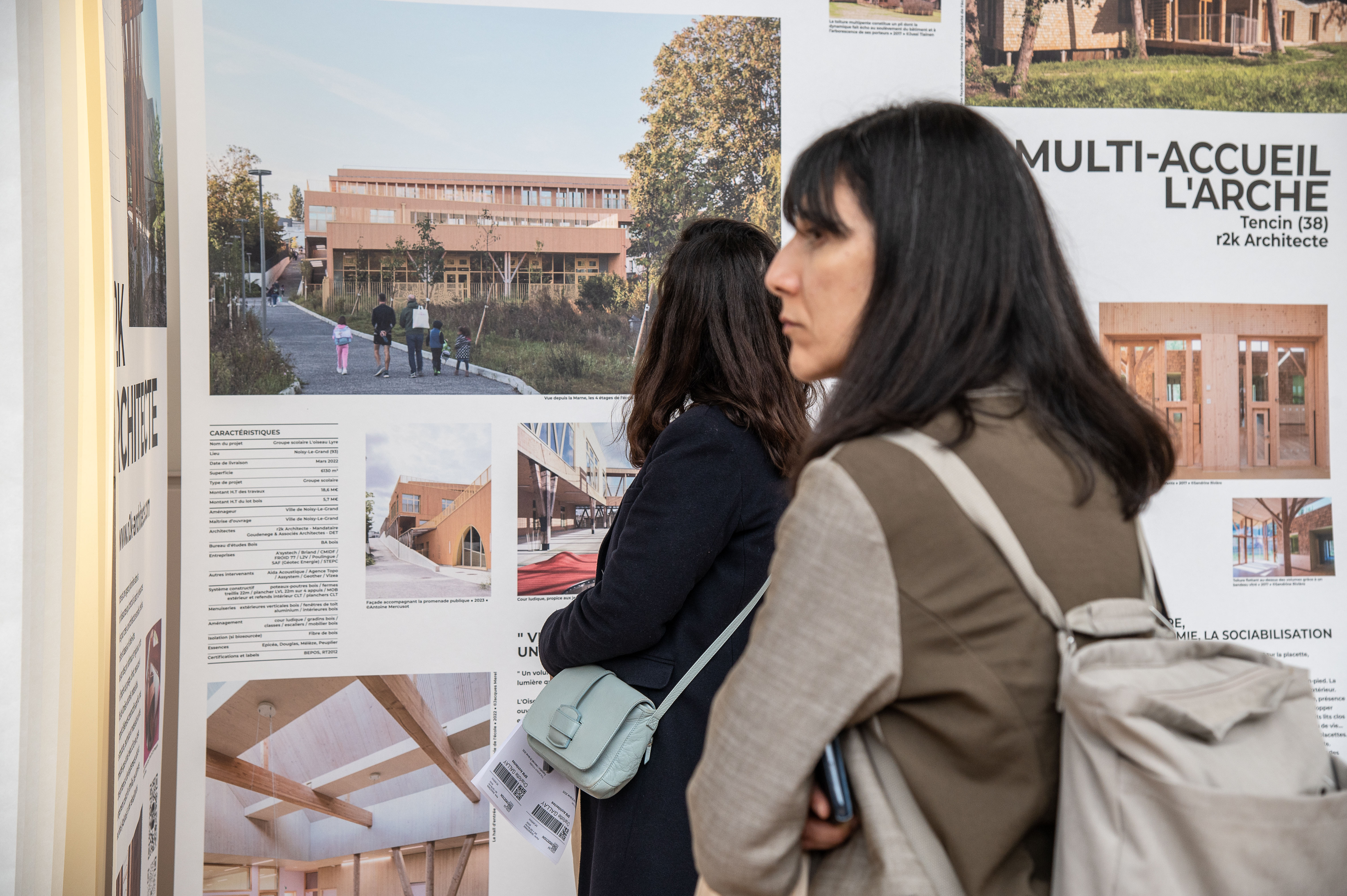
Galerie d'architecture bois et biosourcée
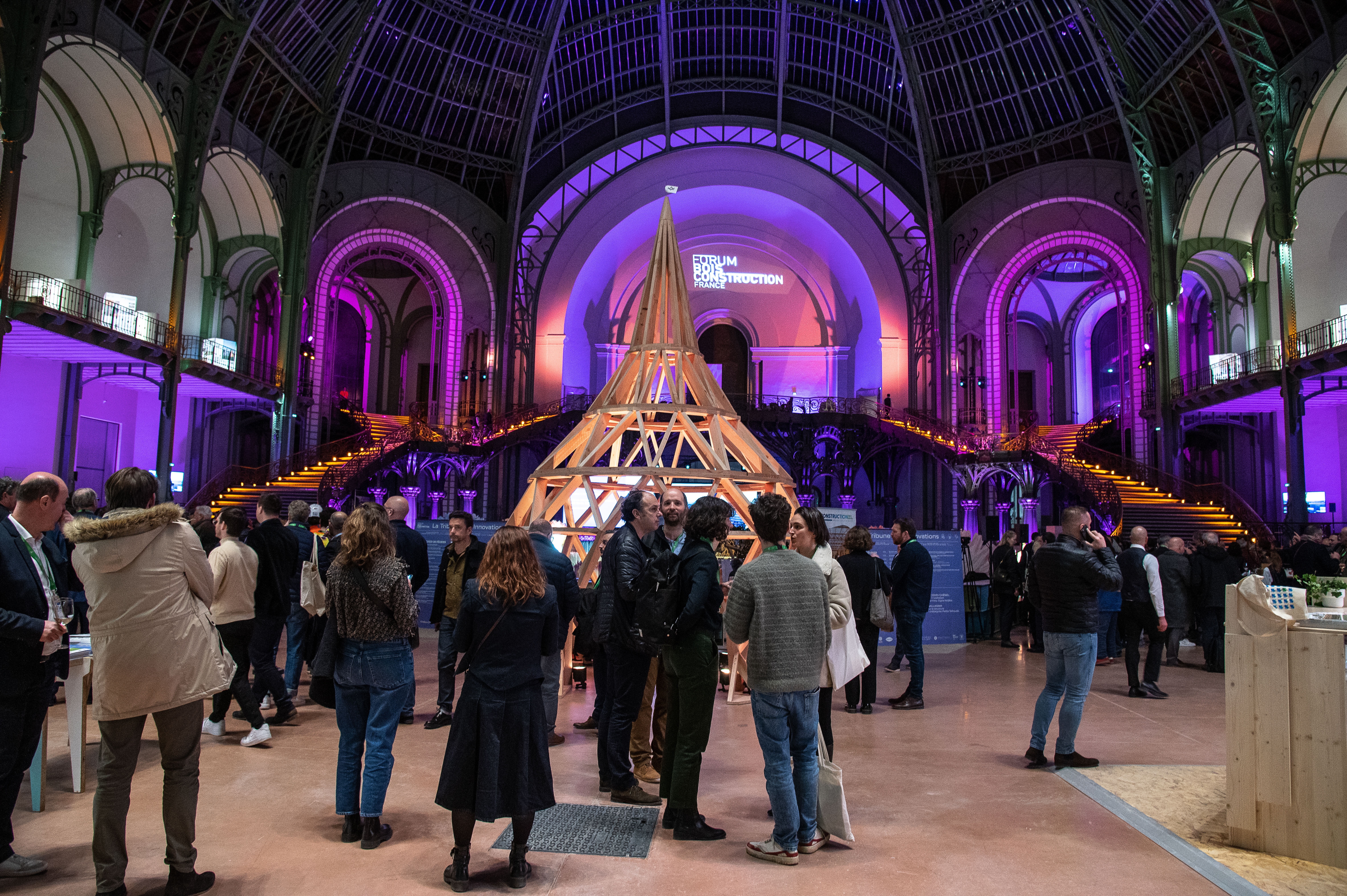
Larme de Midas au coeur de la nef